# A Thomas, a gőzmozdony epizódjainak listája
A Thomas, a gőzmozdony epizódjainak listája.

## Évados áttekintés
| Évad                             | Évad                             | Epizódok                         | Eredeti sugárzás                 | Eredeti sugárzás                 | Magyar sugárzás                  | Magyar sugárzás                  |                                  |
| Évad                             | Évad                             | Epizódok                         | Évadpremier                      | Évadfinálé                       | Évadpremier                      | Évadfinálé                       |                                  |
| Tárgymozgatásos animációs évadok | Tárgymozgatásos animációs évadok | Tárgymozgatásos animációs évadok | Tárgymozgatásos animációs évadok | Tárgymozgatásos animációs évadok | Tárgymozgatásos animációs évadok | Tárgymozgatásos animációs évadok | Tárgymozgatásos animációs évadok |
| -------------------------------- | -------------------------------- | -------------------------------- | -------------------------------- | -------------------------------- | -------------------------------- | -------------------------------- | -------------------------------- |
|                                  | 1                                | 26                               | 1984. október 9.                 | 1985. január 8.                  | 2008. január 1.                  | 2008. január 13.                 |                                  |
|                                  | 2                                | 26                               | 1986. szeptember 24.             | 1986. december 17.               | 2008. január 14.                 | 2008. január 26.                 |                                  |
|                                  | 3                                | 26                               | 1992. február 25.                | 1992. július 14.                 | 2008. május 7.                   | 2008. május 19.                  |                                  |
|                                  | 4                                | 26                               | 1994. szeptember 10.             | 1995. május 30.                  | 2009. július 24.                 | 2009. augusztus 5.               |                                  |
|                                  | 5                                | 26                               | 1998. szeptember 14.             | 1998. október 19.                | 2009. augusztus 6.               | 2009. augusztus 18.              |                                  |
|                                  | 6                                | 26                               | 2002. szeptember 16.             | 2002. október 21.                | 2009. szeptember 1.              | 2009. szeptember 13.             |                                  |
|                                  | 7                                | 26                               | 2003. október 6.                 | 2003. november 10.               | 2009. szeptember 14.             | 2009. szeptember 26.             |                                  |
|                                  | 8                                | 26                               | 2004. augusztus 1.               | 2004. október 24.                | 2006. szeptember 25.             | 2006. október 30.                |                                  |
|                                  | 9                                | 26                               | 2005. szeptember 4.              | 2005. november 25.               | 2007. október 2.                 | 2007. november 6.                |                                  |
|                                  | 10                               | 28                               | 2006. október 2.                 | 2006. október 15.                | 2010. január 16.                 | 2010. április 17.                |                                  |
|                                  | 11                               | 26                               | 2007. szeptember 3.              | 2007. szeptember 19.             | 2010. május 24.                  | 2010. július 23.                 |                                  |
|                                  | 12                               | 20                               | 2008. szeptember 1.              | 2008. szeptember 26.             | Nem került bemutatásra           | Nem került bemutatásra           |                                  |
| CGI évadok                       |                                  |                                  |                                  |                                  |                                  |                                  |                                  |
|                                  | 13                               | 20                               | 2009. október 26.                | 2009. november 20.               | 2010. március 29.                | 2010. április 23.                |                                  |
|                                  | 14                               | 20                               | 2010. október 11.                | 2010. október 22.                | 2011. május 18.                  | 2011. június 6.                  |                                  |
|                                  | 15                               | 20                               | 2011. február 28.                | 2011. március 25.                | 2012. március 14.                | 2012. április 10.                |                                  |
|                                  | 16                               | 20                               | 2012. február 20.                | 2012. december 25.               | 2013. március 12.                | 2013. március 31.                |                                  |
|                                  | 17                               | 26                               | 2013. június 3.                  | 2013. november 10.               | 2014. március 14.                | 2014. április 6.                 |                                  |
|                                  | 18                               | 26                               | 2014. augusztus 25.              | 2015. január 11.                 | 2015. április 15.                | 2016. július 17.                 |                                  |
|                                  | 19                               | 26                               | 2015. szeptember 21.             | 2016. január 24.                 | 2016. július 18.                 | 2016. augusztus 7.               |                                  |
|                                  | 20                               | 28                               | 2016. szeptember 5.              | 2017. január 29.                 | 2017. december 31.               | 2018. január 27.                 |                                  |
|                                  | 21                               | 18                               | 2017. szeptember 18.             | 2017. december 24.               | Nem került bemutatásra           | Nem került bemutatásra           |                                  |
|                                  | 22                               | 26                               | 2018. szeptember 3.              | 2018. október 8.                 | 2019. augusztus 15.              | 2019. szeptember 15.             |                                  |
|                                  | 23                               | 26                               | 2019. május 1.                   | 2019. október 20.                | 2023. március 1.                 | 2023. május 9.                   |                                  |
|                                  | 24                               | 26                               | 2020. május 1.                   | 2020. július 19.                 | 2023. március 11.                | 2023. május 19.                  |                                  |

## Filmek
| Eredeti cím                         | Magyar cím                                      | Írta                    | Rendezte       | Eredeti premier     | Magyar premier (Minimax)  |
| ----------------------------------- | ----------------------------------------------- | ----------------------- | -------------- | ------------------- | ------------------------- |
| Thomas and the Magic Railroad       | Nem került bemutatásra                          | Britt Allcroft          | Britt Allcroft | 2000. július 14.    | Nem került bemutatásra    |
| Calling All Engines!                | Teljes gőzzel előre!                            | Paul Larson & Marc Seal | Steve Asquith  | 2005. szeptember 6. | 2006. november 26.        |
| The Great Discovery                 | A nagy felfedezés                               | Sharon Miller           | Steve Asquith  | 2008. szeptember 9. | 2011. március 5. (JimJam) |
| Hero of the Rails                   | A sínek ura                                     | Sharon Miller           | Greg Tiernan   | 2009. szeptember 8. | 2011. április 24.         |
| Misty Island Rescue                 | Kaland a Ködfátyol szigeten                     | Sharon Miller           | Greg Tiernan   | 2010. október 11.   | 2010. október 31.         |
| Day of the Diesels                  | A dízelek napja                                 | Sharon Miller           | Greg Tiernan   | 2011. szeptember 6. | 2012. február 25.         |
| Blue Mountain Mystery               | Rejtély a kék hegyen / A kék hegy rejtélye      | Sharon Miller           | Greg Tiernan   | 2012. szeptember 3. | 2012. november 1.         |
| King of the Railway                 | A vágányok királya / Thomas, a sínek királya    | Andrew Brenner          | Rob Silvestri  | 2013. szeptember 2. | 2013. szeptember 15.      |
| Tale of the Brave                   | A bátor mozdonyok kalandja / Mese a bátorságról | Andrew Brenner          | Rob Silvestri  | 2014. szeptember 1. | 2014. szeptember 27.      |
| The Adventure Begins                | Nem került bemutatásra                          | Andrew Brenner          | Don Spencer    | 2015. március 3.    | Nem került bemutatásra    |
| Sodor's Legend of the Lost Treasure | Az elveszett kincs legendája                    | Andrew Brenner          | David Stoten   | 2015. szeptember 8. | 2016. április 30.         |
| The Great Race                      | A nagy verseny                                  | Andrew Brenner          | David Stoten   | 2016. szeptember 5. | 2018. március 5.          |
| Journey Beyond Sodor                | Túl Sodoron                                     | Andrew Brenner          | David Stoten   | 2017. augusztus 22. | 2017. november 6.         |
| Big World! Big Adventures!          | Nagy világ, nagy kalandok                       | Andrew Brenner          | David Stoten   | 2018. július 20.    | 2019. szeptember 6.       |

## Tárgymozgatásos animációs évadok (1984-2008)

### 1. évad
| #   | #   | Eredeti cím                  | Magyar cím                   | Írta          | Rendezte     | Eredeti premier    | Magyar premier (JimJam) | Prod. kód |
| --- | --- | ---------------------------- | ---------------------------- | ------------- | ------------ | ------------------ | ----------------------- | --------- |
| 1.  | 1.  | Thomas & Gordon              | Thomas és Gordon             | Rev. W. Awdry | David Mitton | 1984. október 9.   | 2008. január 1.         | 01x01     |
| 2.  | 2.  | Edward & Gordon              | Edward és Gordon             | Rev. W. Awdry | David Mitton | 1984. október 9.   | 2008. január 1.         | 01x02     |
| 3.  | 3.  | The Sad Story of Henry       | Henry szomorú története      | Rev. W. Awdry | David Mitton | 1984. október 16.  | 2008. január 2.         | 01x03     |
| 4.  | 4.  | Edward, Gordon & Henry       | Edward, Gordon és Henry      | Rev. W. Awdry | David Mitton | 1984. október 16.  | 2008. január 2.         | 01x04     |
| 5.  | 5.  | Thomas' Train                | Thomas vonata                | Rev. W. Awdry | David Mitton | 1984. október 23.  | 2008. január 3.         | 01x05     |
| 6.  | 6.  | Thomas & the Trucks          | Thomas és a teherkocsik      | Rev. W. Awdry | David Mitton | 1984. október 23.  | 2008. január 3.         | 01x06     |
| 7.  | 7.  | Thomas & the Breakdown Train | Thomas és a segélyvonat      | Rev. W. Awdry | David Mitton | 1984. október 30.  | 2008. január 4.         | 01x07     |
| 8.  | 8.  | James & the Coaches          | James és a vagonok           | Rev. W. Awdry | David Mitton | 1984. október 30.  | 2008. január 4.         | 01x08     |
| 9.  | 9.  | Troublesome Trucks           | Rakoncátlan teherkocsik      | Rev. W. Awdry | David Mitton | 1984. november 6.  | 2008. január 5.         | 01x09     |
| 10. | 10. | James & the Express          | James és az expressz         | Rev. W. Awdry | David Mitton | 1984. november 6.  | 2008. január 5.         | 01x10     |
| 11. | 11. | Thomas & the Guard           | Thomas és a kísérő           | Rev. W. Awdry | David Mitton | 1984. november 13. | 2008. január 6.         | 01x11     |
| 12. | 12. | Thomas Goes Fishing          | Thomas halászni megy         | Rev. W. Awdry | David Mitton | 1984. november 13. | 2008. január 6.         | 01x12     |
| 13. | 13. | Thomas, Terence & the Snow   | Thomas, Terence és a hó      | Rev. W. Awdry | David Mitton | 1984. november 20. | 2008. január 7.         | 01x13     |
| 14. | 14. | Thomas & Bertie              | Thomas és Bertie             | Rev. W. Awdry | David Mitton | 1984. november 20. | 2008. január 7.         | 01x14     |
| 15. | 15. | Tenders & Turntables         | A rakoncátlan mozdony        | Rev. W. Awdry | David Mitton | 1984. november 27. | 2008. január 8.         | 01x15     |
| 16. | 16. | Trouble in the Shed          | A szállítómozdonyok lázadása | Rev. W. Awdry | David Mitton | 1984. november 27. | 2008. január 8.         | 01x16     |
| 17. | 17. | Percy Runs Away              | Percy csintalankodik         | Rev. W. Awdry | David Mitton | 1984. december 4.  | 2008. január 9.         | 01x17     |
| 18. | 18. | Coal                         | A szén                       | Rev. W. Awdry | David Mitton | 1984. december 4.  | 2008. január 9.         | 01x18     |
| 19. | 19. | The Flying Kipper            | A száguldó hering            | Rev. W. Awdry | David Mitton | 1984. december 11. | 2008. január 10.        | 01x19     |
| 20. | 20. | Whistles & Sneezes           | Füttyszó és tüsszentés       | Rev. W. Awdry | David Mitton | 1984. december 11. | 2008. január 10.        | 01x20     |
| 21. | 21. | Toby & the Stout Gentleman   | Toby és a zömök úriember     | Rev. W. Awdry | David Mitton | 1984. december 18. | 2008. január 11.        | 01x21     |
| 22. | 22. | Thomas in Trouble            | Thomas bajba kerül           | Rev. W. Awdry | David Mitton | 1984. december 18. | 2008. január 11.        | 01x22     |
| 23. | 23. | Dirty Objects                | Piszkos vonatok              | Rev. W. Awdry | David Mitton | 1984. december 25. | 2008. január 12.        | 01x23     |
| 24. | 24. | Off the Rails                | A vonatsiklás                | Rev. W. Awdry | David Mitton | 1985. január 8.    | 2008. január 12.        | 01x24     |
| 25. | 25. | Down the Mine                | A bánya                      | Rev. W. Awdry | David Mitton | 1985. január 8.    | 2008. január 13.        | 01x25     |
| 26. | 26. | Thomas' Christmas Party      | Thomas karácsonyi partija    | Rev. W. Awdry | David Mitton | 1984. december 25. | 2008. január 13.        | 01x26     |

### 2. évad
| #   | #   | Eredeti cím                         | Magyar cím                      | Írta              | Rendezte     | Eredeti premier      | Magyar premier (JimJam) | Prod. kód |
| --- | --- | ----------------------------------- | ------------------------------- | ----------------- | ------------ | -------------------- | ----------------------- | --------- |
| 27. | 1.  | Thomas, Percy & the Coal            | Thomas, Percy és a szén         | Christopher Awdry | David Mitton | 1986. szeptember 24. | 2008. január 14.        | 02x01     |
| 28. | 2.  | Cows                                | Tehenek                         | Rev. W. Awdry     | David Mitton | 1986. szeptember 24. | 2008. január 14.        | 02x02     |
| 29. | 3.  | Bertie's Chase                      | Bertie nagy hajszája            | Rev. W. Awdry     | David Mitton | 1986. október 1.     | 2008. január 15.        | 02x03     |
| 30. | 4.  | Saved from Scrap                    | Edward és az ócskavastelep      | Rev. W. Awdry     | David Mitton | 1986. október 1.     | 2008. január 15.        | 02x04     |
| 31. | 5.  | Old Iron                            | Az ócskavas                     | Rev. W. Awdry     | David Mitton | 1986. október 8.     | 2008. január 16.        | 02x05     |
| 32. | 6.  | Thomas & Trevor                     | Thomas és Trevor                | Christopher Awdry | David Mitton | 1986. október 8.     | 2008. január 16.        | 02x06     |
| 33. | 7.  | Percy & the Signal                  | Percy és a tolatójelzés         | Rev. W. Awdry     | David Mitton | 1986. október 15.    | 2008. január 17.        | 02x07     |
| 34. | 8.  | Duck Takes Charge                   | Kacsa igazságot szolgáltat      | Rev. W. Awdry     | David Mitton | 1986. október 15.    | 2008. január 17.        | 02x08     |
| 35. | 9.  | Percy & Harold                      | Percy és Harold                 | Rev. W. Awdry     | David Mitton | 1986. október 22.    | 2008. január 18.        | 02x09     |
| 36. | 10. | The Runaway                         | Az elszabadult mozdony          | Christopher Awdry | David Mitton | 1986. október 22.    | 2008. január 18.        | 02x10     |
| 37. | 11. | Percy Takes the Plunge              | Percy merész tette              | Rev. W. Awdry     | David Mitton | 1986. október 29.    | 2008. január 19.        | 02x11     |
| 38. | 12. | Pop Goes the Diesel                 | Diesel, az új mozdony           | Rev. W. Awdry     | David Mitton | 1986. október 29.    | 2008. január 19.        | 02x12     |
| 39. | 13. | Dirty Work                          | Hazugság                        | Rev. W. Awdry     | David Mitton | 1986. november 5.    | 2008. január 20.        | 02x13     |
| 40. | 14. | A Close Shave                       | Hajszál híján                   | Rev. W. Awdry     | David Mitton | 1986. november 5.    | 2008. január 20.        | 02x14     |
| 41. | 15. | Better Late Than Never              | Jobb későn, mint soha           | Christopher Awdry | David Mitton | 1986. november 12.   | 2008. január 21.        | 02x15     |
| 42. | 16. | Break Van                           | A fékezőkocsi                   | Rev. W. Awdry     | David Mitton | 1986. november 12.   | 2008. január 21.        | 02x16     |
| 43. | 17. | The Deputation                      | A küldött                       | Rev. W. Awdry     | David Mitton | 1986. november 19.   | 2008. január 22.        | 02x17     |
| 44. | 18. | Thomas Comes to Breakfast           | Thomas reggelije                | Rev. W. Awdry     | David Mitton | 1986. november 19.   | 2008. január 22.        | 02x18     |
| 45. | 19. | Daisy                               | Százszorszép                    | Rev. W. Awdry     | David Mitton | 1986. november 26.   | 2008. január 23.        | 02x19     |
| 46. | 20. | Percy's Predicament                 | Percy bajba kerül               | Rev. W. Awdry     | David Mitton | 1986. november 26.   | 2008. január 23.        | 02x20     |
| 47. | 21. | The Diseasel                        | A dízelmozdony                  | Rev. W. Awdry     | David Mitton | 1986. december 3.    | 2008. január 24.        | 02x21     |
| 48. | 22. | Wrong Road                          | A rossz út                      | Rev. W. Awdry     | David Mitton | 1986. december 3.    | 2008. január 24.        | 02x22     |
| 49. | 23. | Edward's Exploit                    | Edward hőstette                 | Rev. W. Awdry     | David Mitton | 1986. december 10.   | 2008. január 25.        | 02x23     |
| 50. | 24. | Ghost Train                         | A szellemvonat                  | Rev. W. Awdry     | David Mitton | 1986. december 10.   | 2008. január 25.        | 02x24     |
| 51. | 25. | Woolly Bear                         | A szőrös hernyó                 | Rev. W. Awdry     | David Mitton | 1986. december 17.   | 2008. január 26.        | 02x25     |
| 52. | 26. | Thomas & the Missing Christmas Tree | Thomas és az eltűnt karácsonyfa | Christopher Awdry | David Mitton | 1986. december 17.   | 2008. január 26.        | 02x26     |

### 3. évad
| #   | #   | Eredeti cím                              | Magyar cím                          | Írta                          | Rendezte     | Eredeti premier   | Magyar premier (JimJam) | Prod. kód |
| --- | --- | ---------------------------------------- | ----------------------------------- | ----------------------------- | ------------ | ----------------- | ----------------------- | --------- |
| 53. | 1.  | A Scarf for Percy                        | Percy új sála                       | Rev. W. Awdry                 | David Mitton | 1992. február 25. | 2008. május 7.          | 03x01     |
| 54. | 2.  | Percy's Promise                          | Percy ígérete                       | Rev. W. Awdry                 | David Mitton | 1992. március 3.  | 2008. május 7.          | 03x02     |
| 55. | 3.  | Time for Trouble                         | Toby bajba kerül                    | Rev. W. Awdry                 | David Mitton | 1992. március 17. | 2008. május 8.          | 03x03     |
| 56. | 4.  | Gordon & the Famous Visitor              | Gordon és a különleges látogató     | Rev. W. Awdry                 | David Mitton | 1992. március 24. | 2008. május 8.          | 03x04     |
| 57. | 5.  | Donald's Duck                            | Donald kiskacsája                   | Rev. W. Awdry                 | David Mitton | 1992. március 31. | 2008. május 9.          | 03x05     |
| 58. | 6.  | Thomas Gets Bumped                       | Thomas és a meggörbült vonatsín     | Andrew Brenner                | David Mitton | 1992. április 7.  | 2008. május 9.          | 03x06     |
| 59. | 7.  | Thomas, Percy & the Dragon               | Thomas, Percy és a sárkány          | Andrew Brenner                | David Mitton | 1992. április 7.  | 2008. május 10.         | 03x07     |
| 60. | 8.  | Diesel Does It Again                     | Diesel újabb hibája                 | Andrew Brenner                | David Mitton | 1992. április 14. | 2008. május 10.         | 03x08     |
| 61. | 9.  | Henry's Forest                           | Henry erdeje                        | Andrew Brenner                | David Mitton | 1992. április 14. | 2008. május 11.         | 03x09     |
| 62. | 10. | The Trouble with Mud                     | A csúszós vasúti sín                | Rev. W. Awdry                 | David Mitton | 1992. április 21. | 2008. május 11.         | 03x10     |
| 63. | 11. | No Joke for James                        | James rossz vicce                   | Andrew Brenner                | David Mitton | 1992. április 21. | 2008. május 12.         | 03x11     |
| 64. | 12. | Thomas, Percy & the Post Train           | Thomas, Percy és a postajárat       | Andrew Brenner                | David Mitton | 1992. április 28. | 2008. május 12.         | 03x12     |
| 65. | 13. | Trust Thomas                             | Thomas, a megbízható                | Andrew Brenner                | David Mitton | 1992. április 28. | 2008. május 13.         | 03x13     |
| 66. | 14. | Mavis                                    | Rigó                                | Rev. W. Awdry                 | David Mitton | 1992. május 5.    | 2008. május 13.         | 03x14     |
| 67. | 15. | Toby's Tightrope                         | Toby, a kötéltáncos                 | Rev. W. Awdry                 | David Mitton | 1992. május 5.    | 2008. május 14.         | 03x15     |
| 68. | 16. | Edward, Trevor & the Really Useful Party | Edward, Trevor és a kerti ünnepség  | Andrew Brenner                | David Mitton | 1992. május 12.   | 2008. május 14.         | 03x16     |
| 69. | 17. | Buzz, Buzz                               | Méhek                               | Rev. W. Awdry                 | David Mitton | 1992. május 12.   | 2008. május 15.         | 03x17     |
| 70. | 18. | All at Sea                               | A kikötőben                         | Britt Allcroft & David Mitton | David Mitton | 1992. május 19.   | 2008. május 15.         | 03x18     |
| 71. | 19. | One Good Turn                            | A fordítókorong                     | Andrew Brenner                | David Mitton | 1992. május 26.   | 2008. május 16.         | 03x19     |
| 72. | 20. | Tender Engines                           | Szerkocsis mozdonyok                | Rev. W. Awdry                 | David Mitton | 1992. június 2.   | 2008. május 16.         | 03x20     |
| 73. | 21. | Escape                                   | A szöktetés                         | Rev. W. Awdry                 | David Mitton | 1992. június 9.   | 2008. május 17.         | 03x21     |
| 74. | 22. | Oliver Owns Up                           | Oliver vallomása                    | Rev. W. Awdry                 | David Mitton | 1992. június 16.  | 2008. május 17.         | 03x22     |
| 75. | 23. | Bulgy                                    | Butus                               | Rev. W. Awdry                 | David Mitton | 1992. június 23.  | 2008. május 18.         | 03x23     |
| 76. | 24. | Heroes                                   | Hősök                               | Andrew Brenner                | David Mitton | 1992. június 30.  | 2008. május 18.         | 03x24     |
| 77. | 25. | Percy, James & the Fruitful Day          | Percy és James gyümölcsöző napja    | Andrew Brenner                | David Mitton | 1992. július 7.   | 2008. május 19.         | 03x25     |
| 78. | 26. | Thomas & Percy's Christmas Adventure     | Thomas és Percy karácsonyi kalandja | Britt Allcroft & David Mitton | David Mitton | 1992. július 14.  | 2008. május 19.         | 03x26     |

### 4. évad
| #    | #   | Eredeti cím                      | Magyar cím                        | Írta                          | Rendezte     | Eredeti premier      | Magyar premier (JimJam) | Prod. kód |
| ---- | --- | -------------------------------- | --------------------------------- | ----------------------------- | ------------ | -------------------- | ----------------------- | --------- |
| 79.  | 1.  | Granpuff                         | Nagypöff                          | Rev. W. Awdry                 | David Mitton | 1994. szeptember 10. | 2009. július 24.        | 04x01     |
| 80.  | 2.  | Sleeping Beauty                  | Csipkerózsika                     | Rev. W. Awdry                 | David Mitton | 1994. szeptember 12. | 2009. július 24.        | 04x02     |
| 81.  | 3.  | Bulldog                          | A bulldog                         | Rev. W. Awdry                 | David Mitton | 1994. szeptember 14. | 2009. július 25.        | 04x03     |
| 82.  | 4.  | You Can't Win                    | Nem győzhetsz                     | Rev. W. Awdry                 | David Mitton | 1994. szeptember 21. | 2009. július 25.        | 04x04     |
| 83.  | 5.  | Four Little Engines              | Négy kicsi mozdony                | Rev. W. Awdry                 | David Mitton | 1994. szeptember 25. | 2009. július 26.        | 04x05     |
| 84.  | 6.  | A Bad Day for Sir Handel         | Sir Handel rossz napja            | Rev. W. Awdry                 | David Mitton | 1994. szeptember 30. | 2009. július 26.        | 04x06     |
| 85.  | 7.  | Peter Sam & the Refreshment Lady | Peter Sam és a frissítőárus hölgy | Rev. W. Awdry                 | David Mitton | 1994. október 2.     | 2009. július 27.        | 04x07     |
| 86.  | 8.  | Trucks                           | A haszontalan tehervagonok        | Rev. W. Awdry                 | David Mitton | 1994. október 7.     | 2009. július 27.        | 04x08     |
| 87.  | 9.  | Home at Last                     | Végre otthon                      | Rev. W. Awdry                 | David Mitton | 1994. október 9.     | 2009. július 28.        | 04x09     |
| 88.  | 10. | Rock 'n' Roll                    | Rock and Roll                     | Rev. W. Awdry                 | David Mitton | 1994. október 14.    | 2009. július 28.        | 04x10     |
| 89.  | 11. | Special Funnel                   | A különleges kémény               | Rev. W. Awdry                 | David Mitton | 1995. január 9.      | 2009. július 29.        | 04x11     |
| 90.  | 12. | Steam Roller                     | Az úthenger                       | Rev. W. Awdry                 | David Mitton | 1995. január 14.     | 2009. július 29.        | 04x12     |
| 91.  | 13. | Passengers & Polish              | Duncan duzzog                     | Rev. W. Awdry                 | David Mitton | 1995. január 30.     | 2009. július 30.        | 04x13     |
| 92.  | 14. | Gallant Old Engine               | A lelkiismeretes mozdony          | Rev. W. Awdry                 | David Mitton | 1995. február 2.     | 2009. július 30.        | 04x14     |
| 93.  | 15. | Rusty to the Rescue              | Rusty, a megmentő                 | Britt Allcroft & David Mitton | David Mitton | 1995. február 7.     | 2009. július 31.        | 04x15     |
| 94.  | 16. | Thomas & Stepney                 | Thomas és Stepney                 | Rev. W. Awdry                 | David Mitton | 1995. február 10.    | 2009. július 31.        | 04x16     |
| 95.  | 17. | Train Stops Play                 | A félbeszakadt krikettjáték       | Rev. W. Awdry                 | David Mitton | 1995. február 16.    | 2009. augusztus 1.      | 04x17     |
| 96.  | 18. | Bowled Out                       | Kalap kalamajka                   | Rev. W. Awdry                 | David Mitton | 1995. február 20.    | 2009. augusztus 1.      | 04x18     |
| 97.  | 19. | Henry & the Elephant             | Henry és az elefánt               | Rev. W. Awdry                 | David Mitton | 1995. március 12.    | 2009. augusztus 2.      | 04x19     |
| 98.  | 20. | Toad Stands By                   | Toad segít                        | Rev. W. Awdry                 | David Mitton | 1995. március 19.    | 2009. augusztus 2.      | 04x20     |
| 99.  | 21. | Bulls Eyes                       | Daisy és a bika                   | Rev. W. Awdry                 | David Mitton | 1995. április 2.     | 2009. augusztus 3.      | 04x21     |
| 100. | 22. | Thomas & the Special Letter      | Thomas és a különleges levél      | Rev. W. Awdry                 | David Mitton | 1995. április 4.     | 2009. augusztus 3.      | 04x22     |
| 101. | 23. | Paint Pots & Queens              | A királynő látogatása             | Rev. W. Awdry                 | David Mitton | 1995. április 6.     | 2009. augusztus 4.      | 04x23     |
| 102. | 24. | Fish                             | Vigyázz a halakkal, Duck!         | Christopher Awdry             | David Mitton | 1995. április 8.     | 2009. augusztus 4.      | 04x24     |
| 103. | 25. | Special Attraction               | Különleges attrakció              | Christopher Awdry             | David Mitton | 1995. május 1.       | 2009. augusztus 5.      | 04x25     |
| 104. | 26. | Mind That Bike                   | A postásbicikli                   | Christopher Awdry             | David Mitton | 1995. május 30.      | 2009. augusztus 5.      | 04x26     |

### 5. évad
| #    | #   | Eredeti cím                      | Magyar cím                            | Írta                                           | Rendezte     | Eredeti premier      | Magyar premier (JimJam) | Prod. kód |
| ---- | --- | -------------------------------- | ------------------------------------- | ---------------------------------------------- | ------------ | -------------------- | ----------------------- | --------- |
| 105. | 1.  | Cranky Bugs                      | Cranky-t megleckéztetik               | Britt Allcroft & David Mitton                  | David Mitton | 1998. szeptember 14. | 2009. augusztus 6.      | 05x01     |
| 106. | 2.  | Horrid Lorry                     | Undok furgon                          | Britt Allcroft & David Mitton                  | David Mitton | 1998. szeptember 15. | 2009. augusztus 6.      | 05x02     |
| 107. | 3.  | A Better View for Gordon         | Jobb kilátás Gordonnak                | Britt Allcroft & David Mitton & David Maidment | David Mitton | 1998. szeptember 16. | 2009. augusztus 7.      | 05x03     |
| 108. | 4.  | Lady Hatt's Birthday Party       | A születésnapi zsúr                   | Britt Allcroft & David Mitton & David Maidment | David Mitton | 1998. szeptember 17. | 2009. augusztus 7.      | 05x04     |
| 109. | 5.  | James and the Trouble with Trees | James és a fa                         | Britt Allcroft & David Mitton & David Maidment | David Mitton | 1998. szeptember 18. | 2009. augusztus 8.      | 05x05     |
| 110. | 6.  | Gordon and the Gremlin           | Gordon és a manó                      | Britt Allcroft & David Mitton & David Maidment | David Mitton | 1998. szeptember 21. | 2009. augusztus 8.      | 05x06     |
| 111. | 7.  | Bye George!                      | Ég veled, George!                     | Britt Allcroft & David Mitton                  | David Mitton | 1998. szeptember 22. | 2009. augusztus 9.      | 05x07     |
| 112. | 8.  | Baa!                             | A kos                                 | Britt Allcroft & David Mitton & David Maidment | David Mitton | 1998. szeptember 23. | 2009. augusztus 9.      | 05x08     |
| 113. | 9.  | Put Upon Percy                   | Percy-n túl sok a teher               | Britt Allcroft & David Mitton                  | David Mitton | 1998. szeptember 24. | 2009. augusztus 10.     | 05x09     |
| 114. | 10. | Toby and the Flood               | Toby és az árvíz                      | Britt Allcroft & David Mitton                  | David Mitton | 1998. szeptember 25. | 2009. augusztus 10.     | 05x10     |
| 115. | 11. | Haunted Henry                    | Henry és a szellemek                  | Britt Allcroft & David Mitton & David Maidment | David Mitton | 1998. szeptember 28. | 2009. augusztus 11.     | 05x11     |
| 116. | 12. | Double Teething Troubles         | Fogas gondok                          | Britt Allcroft & David Mitton & David Maidment | David Mitton | 1998. szeptember 29. | 2009. augusztus 11.     | 05x12     |
| 117. | 13. | Stepney Gets Lost                | Stepney eltéved                       | Britt Allcroft & David Mitton                  | David Mitton | 1998. szeptember 30. | 2009. augusztus 12.     | 05x13     |
| 118. | 14. | Toby's Discovery                 | Toby, a felfedező                     | Britt Allcroft & David Mitton                  | David Mitton | 1998. október 1.     | 2009. augusztus 12.     | 05x14     |
| 119. | 15. | Something in the Air             | Valami van a levegőben                | Andrew Brenner                                 | David Mitton | 1998. október 2.     | 2009. augusztus 13.     | 05x15     |
| 120. | 16. | Thomas, Percy and Old Slowcoach  | Thomas, Percy és az öreg személykocsi | Andrew Brenner                                 | David Mitton | 1998. október 5.     | 2009. augusztus 13.     | 05x16     |
| 121. | 17. | Thomas and the Rumours           | Thomas és a szóbeszéd                 | Andrew Brenner                                 | David Mitton | 1998. október 6.     | 2009. augusztus 14.     | 05x17     |
| 122. | 18. | Oliver's Find                    | Oliver, a felfedező                   | Britt Allcroft & David Mitton                  | David Mitton | 1998. október 7.     | 2009. augusztus 14.     | 05x18     |
| 123. | 19. | Happy Ever After                 | A szerencsecsomag                     | Britt Allcroft & David Mitton                  | David Mitton | 1998. október 8.     | 2009. augusztus 15.     | 05x19     |
| 124. | 20. | Sir Topham Hatt's Holiday        | A kövér ellenőr vakációja             | Britt Allcroft & David Mitton                  | David Mitton | 1998. október 9.     | 2009. augusztus 15.     | 05x20     |
| 125. | 21. | A Surprise for Percy             | A meglepetés                          | Britt Allcroft & David Mitton & David Maidment | David Mitton | 1998. október 12.    | 2009. augusztus 16.     | 05x21     |
| 126. | 22. | Make Someone Happy               | A vidámpark                           | Britt Allcroft & David Mitton                  | David Mitton | 1998. október 13.    | 2009. augusztus 16.     | 05x22     |
| 127. | 23. | Busy Going Backwards             | Hátrafelé robogva                     | Britt Allcroft & David Mitton & David Maidment | David Mitton | 1998. október 14.    | 2009. augusztus 17.     | 05x23     |
| 128. | 24. | Duncan Gets Spooked              | Duncan és a kísértet                  | Britt Allcroft & David Mitton & David Maidment | David Mitton | 1998. október 15.    | 2009. augusztus 17.     | 05x24     |
| 129. | 25. | Rusty and the Boulder            | Rusty és a vándorkő                   | Britt Allcroft & David Mitton                  | David Mitton | 1998. október 16.    | 2009. augusztus 18.     | 05x26     |
| 130. | 26. | Snow                             | A lavina                              | Britt Allcroft & David Mitton                  | David Mitton | 1998. október 19.    | 2009. augusztus 18.     | 05x25     |

### 6. évad
| #    | #   | Eredeti cím                         | Magyar cím                    | Írta                                              | Rendezte     | Eredeti premier      | Magyar premier (JimJam) | Prod. kód |
| ---- | --- | ----------------------------------- | ----------------------------- | ------------------------------------------------- | ------------ | -------------------- | ----------------------- | --------- |
| 131. | 1.  | Salty's Secret                      | Salty titka                   | Robin Kingsland                                   | David Mitton | 2002. szeptember 16. | 2009. szeptember 1.     | 06x02     |
| 132. | 2.  | Harvey to the Rescue                | Harvey, a megmentő            | Jonathan Trueman                                  | David Mitton | 2002. szeptember 17. | 2009. szeptember 2.     | 06x03     |
| 133. | 3.  | No Sleep for Cranky                 | Cranky nem alhat              | Paul Larson                                       | David Mitton | 2002. szeptember 18. | 2009. szeptember 1.     | 06x01     |
| 134. | 4.  | A Bad Day for Harold the Helicopter | Harold rossz napja            | Történet: David Mitton Teleplay: Simon Nicholson  | David Mitton | 2002. szeptember 19. | 2009. szeptember 2.     | 06x04     |
| 135. | 5.  | Elizabeth the Vintage Lorry         | Elizabeth, a gőzteherautó     | Paul Larson                                       | David Mitton | 2002. szeptember 20. | 2009. szeptember 3.     | 06x05     |
| 136. | 6.  | The Fogman                          | A ködjelző kürt               | Történet: David Mitton Teleplay: Jonathan Trueman | David Mitton | 2002. szeptember 23. | 2009. szeptember 3.     | 06x06     |
| 137. | 7.  | Jack Jumps In                       | Jack munkába áll              | Jonathan Trueman & Phil Fehrle & Abi Grant        | David Mitton | 2002. szeptember 24. | 2009. szeptember 4.     | 06x07     |
| 138. | 8.  | A Friend in Need                    | A barát segít a bajban        | Jonathan Trueman & Phil Fehrle & Abi Grant        | David Mitton | 2002. szeptember 25. | 2009. szeptember 4.     | 06x08     |
| 139. | 9.  | It's Only Snow                      | A hóeke                       | Történet: David Mitton Teleplay: James Mason      | David Mitton | 2002. szeptember 26. | 2009. szeptember 5.     | 06x09     |
| 140. | 10. | Twin Trouble                        | Ikerviszály                   | Brian Trueman                                     | David Mitton | 2002. szeptember 27. | 2009. szeptember 5.     | 06x10     |
| 141. | 11. | The World's Strongest Engine        | A világ legerősebb mozdonya   | Történet: David Mitton Teleplay: Paul Larson      | David Mitton | 2002. szeptember 30. | 2009. szeptember 6.     | 06x11     |
| 142. | 12. | Scaredy Engines                     | Ijedős mozdonyok              | Történet: David Mitton Teleplay: Robin Kingsland  | David Mitton | 2002. október 1.     | 2009. szeptember 6.     | 06x12     |
| 143. | 13. | Percy and the Haunted Mine          | Percy és a szellemjárta bánya | Történet: David Mitton Teleplay: Robyn Charteris  | David Mitton | 2002. október 2.     | 2009. szeptember 7.     | 06x13     |
| 144. | 14. | Middle Engine                       | A középső mozdony             | Történet: David Mitton Teleplay: Brian Trueman    | David Mitton | 2002. október 3.     | 2009. szeptember 7.     | 06x14     |
| 145. | 15. | James and the Red Balloon           | James és a piros léggömb      | Történet: David Mitton Teleplay: Jenny McDade     | David Mitton | 2002. október 4.     | 2009. szeptember 8.     | 06x15     |
| 146. | 16. | Jack Frost                          | Fagybátyó                     | Történet: David Mitton Teleplay: Paul Larson      | David Mitton | 2002. október 7.     | 2009. szeptember 8.     | 06x16     |
| 147. | 17. | Gordon Takes a Tumble               | Gordon fennhordja az orrát    | Történet: David Mitton Teleplay: Robin Kingsland  | David Mitton | 2002. október 8.     | 2009. szeptember 9.     | 06x17     |
| 148. | 18. | Percy’s Chocolate Crunch            | Édes Percy                    | Történet: David Mitton Teleplay: Brian Trueman    | David Mitton | 2002. október 9.     | 2009. szeptember 9.     | 06x18     |
| 149. | 19. | Buffer Bother                       | Ütköző gondok                 | Ross Hastings                                     | David Mitton | 2002. október 10.    | 2009. szeptember 10.    | 06x19     |
| 150. | 20. | Toby Had a Little Lamb              | Toby és a bárányok            | Jenny McDade                                      | David Mitton | 2002. október 11.    | 2009. szeptember 10.    | 06x20     |
| 151. | 21. | Thomas, Percy and the Squeak        | Thomas, Percy és a cincogás   | Történet: David Mitton Teleplay: Jenny McDade     | David Mitton | 2002. október 14.    | 2009. szeptember 11.    | 06x21     |
| 152. | 22. | Thomas the Jet Engine               | Thomas és a sugárhajtómű      | Történet: David Mitton Teleplay: Ross Hastings    | David Mitton | 2002. október 15.    | 2009. szeptember 11.    | 06x22     |
| 153. | 23. | Edward the Very Useful Engine       | Edward nagyon hasznos mozdony | David Mitton                                      | David Mitton | 2002. október 16.    | 2009. szeptember 12.    | 06x23     |
| 154. | 24. | Dunkin' Duncan                      | Duncan türelmetlen            | Történet: David Mitton Teleplay: Jenny McDade     | David Mitton | 2002. október 17.    | 2009. szeptember 12.    | 06x24     |
| 155. | 25. | Rusty Saves the Day                 | Rusty nagy ötlete             | Történet: David Mitton Teleplay: Paul Larson      | David Mitton | 2002. október 18.    | 2009. szeptember 13.    | 06x25     |
| 156. | 26. | Faulty Whistles                     | Síppal és orgonával           | Történet: David Mitton Teleplay: Ross Hastings    | David Mitton | 2002. október 21.    | 2009. szeptember 13.    | 06x26     |

### 7. évad
| #    | #   | Eredeti cím                     | Magyar cím                            | Írta                                      | Rendezte     | Eredeti premier    | Magyar premier (JimJam) | Prod. kód |
| ---- | --- | ------------------------------- | ------------------------------------- | ----------------------------------------- | ------------ | ------------------ | ----------------------- | --------- |
| 157. | 1.  | Emily's New Coaches             | Emily új vagonjai                     | Jan Page                                  | David Mitton | 2003. október 6.   | 2009. szeptember 14.    | 07x01     |
| 158. | 2.  | Percy Gets It Right             | Percy-nek igaza van                   | Paul Larson                               | David Mitton | 2003. október 7.   | 2009. szeptember 14.    | 07x02     |
| 159. | 3.  | Bill, Ben and Fergus            | Bill, Ben és Fergus                   | Brian Trueman                             | David Mitton | 2003. október 8.   | 2009. szeptember 15.    | 07x03     |
| 160. | 4.  | The Old Bridge                  | A régi híd                            | Paul Larson                               | David Mitton | 2003. október 9.   | 2009. szeptember 15.    | 07x04     |
| 161. | 5.  | Edward's Brass Band             | Edward rezesbandája                   | Robyn Charteris                           | David Mitton | 2003. október 10.  | 2009. szeptember 16.    | 07x05     |
| 162. | 6.  | What's the Matter with Henry?   | Mi a baj Henry-vel?                   | George Tarry                              | David Mitton | 2003. október 13.  | 2009. szeptember 16.    | 07x06     |
| 163. | 7.  | James and the Queen of Sodor    | James és Sodor királynője             | Paul Larson                               | David Mitton | 2003. október 14.  | 2009. szeptember 17.    | 07x07     |
| 164. | 8.  | The Refreshment Lady's Tea Shop | A frissítőárus hölgy teázója          | James Mason                               | David Mitton | 2003. október 15.  | 2009. szeptember 17.    | 07x08     |
| 165. | 9.  | The Spotless Record             | A makulátlan múlt                     | Paul Larson                               | David Mitton | 2003. október 16.  | 2009. szeptember 18.    | 07x09     |
| 166. | 10. | Toby's Windmill                 | Toby szélmalma                        | Történet: David Mitton Teleplay: Jan Page | David Mitton | 2003. október 17.  | 2009. szeptember 18.    | 07x10     |
| 167. | 11. | Bad Day at Castle Loch          | Balszerencsés nap a kastélytónál      | Jenny McDade                              | David Mitton | 2003. október 20.  | 2009. szeptember 19.    | 07x11     |
| 168. | 12. | Rheneas and the Roller Coaster  | Az iskolai kirándulás                 | James Mason                               | David Mitton | 2003. október 21.  | 2009. szeptember 19.    | 07x12     |
| 169. | 13. | Salty's Stormy Tale             | Salty és a vihar                      | Polly Churchill                           | David Mitton | 2003. október 22.  | 2009. szeptember 20.    | 07x13     |
| 170. | 14. | Snow Engine                     | A hómozdony                           | Jenny McDade                              | David Mitton | 2003. október 23.  | 2009. szeptember 20.    | 07x14     |
| 171. | 15. | Something Fishy                 | Halszag                               | Paul Larson                               | David Mitton | 2003. október 24.  | 2009. szeptember 21.    | 07x15     |
| 172. | 16. | The Runaway Elephant            | Az elefánt                            | George Tarry                              | David Mitton | 2003. október 27.  | 2009. szeptember 21.    | 07x16     |
| 173. | 17. | Peace and Quiet                 | Csend és nyugalom                     | Paul Larson                               | David Mitton | 2003. október 28.  | 2009. szeptember 22.    | 07x17     |
| 174. | 18. | Fergus Breaks the Rules         | Fergus megszegi a szabályt            | Jan Page                                  | David Mitton | 2003. október 29.  | 2009. szeptember 22.    | 07x18     |
| 175. | 19. | Bulgy Rides Again               | Bulgy újra az úton                    | Brian Trueman                             | David Mitton | 2003. október 30.  | 2009. szeptember 23.    | 07x19     |
| 176. | 20. | Harold and the Flying Horse     | Harold és a repülő ló                 | Robin Kingsland                           | David Mitton | 2003. október 31.  | 2009. szeptember 23.    | 07x20     |
| 177. | 21. | The Grand Opening               | Az ünnepélyes megnyitó                | James Mason                               | David Mitton | 2003. november 3.  | 2009. szeptember 24.    | 07x21     |
| 178. | 22. | Best Dressed Engine             | A legszebb díszbe öltöztetett mozdony | Polly Churchill                           | David Mitton | 2003. november 4.  | 2009. szeptember 24.    | 07x22     |
| 179. | 23. | Gordon and Spencer              | Gordon és Spencer                     | Lee Pressman                              | David Mitton | 2003. november 5.  | 2009. szeptember 25.    | 07x23     |
| 180. | 24. | Not So Hasty Puddings           | A karácsonyi puding                   | Robyn Charteris                           | David Mitton | 2003. november 6.  | 2009. szeptember 25.    | 07x24     |
| 181. | 25. | Trusty Rusty                    | Rusty, a bátor mozdony                | James Mason                               | David Mitton | 2003. november 7.  | 2009. szeptember 26.    | 07x25     |
| 182. | 26. | Three Cheers for Thomas         | Thomas érmet kap                      | Jan Page                                  | David Mitton | 2003. november 10. | 2009. szeptember 26.    | 07x26     |

### 8. évad
| #    | #   | Eredeti cím                      | Magyar cím                 | Írta                    | Rendezte      | Eredeti premier      | Magyar premier (Minimax) | Prod. kód |
| ---- | --- | -------------------------------- | -------------------------- | ----------------------- | ------------- | -------------------- | ------------------------ | --------- |
| 183. | 1.  | Thomas and the Tuba              | Thomas és a tubás          | Dave Ingham             | Steve Asquith | 2004. augusztus 1.   | 2006. október 20.        | 08x20     |
| 184. | 2.  | Percy's New Whistle              | Percy fütyül               | James Mason             | Steve Asquith | 2004. augusztus 1.   | 2006. szeptember 26.     | 08x02     |
| 185. | 3.  | Thomas to the Rescue             | Thomas, a megmentő         | Abi Grant & Paul Larson | Steve Asquith | 2004. augusztus 8.   | 2006. október 26.        | 08x24     |
| 186. | 4.  | Henry and the Wishing Tree       | Henry és a kívánságok fája | Abi Grant & Paul Larson | Steve Asquith | 2004. augusztus 8.   | 2006. október 23.        | 08x21     |
| 187. | 5.  | James Gets a New Coat            | James új ruhája            | Abi Grant               | Steve Asquith | 2004. augusztus 15.  | 2006. október 25.        | 08x23     |
| 188. | 6.  | Thomas Saves the Day             | Thomas, a nap hőse         | James Mason             | Steve Asquith | 2004. augusztus 15.  | 2006. szeptember 29.     | 08x05     |
| 189. | 7.  | Percy's Big Mistake              | Percy tévedése             | Abi Grant               | Steve Asquith | 2004. augusztus 22.  | 2006. október 13.        | 08x15     |
| 190. | 8.  | Thomas, Emily and the Snowplough | Thomas, Emily és a hóeke   | Abi Grant               | Steve Asquith | 2004. augusztus 22.  | 2006. október 3.         | 08x07     |
| 191. | 9.  | Don't Tell Thomas                | Thomas és a meglepetés     | Paul Larson             | Steve Asquith | 2004. augusztus 29.  | 2006. október 16.        | 08x16     |
| 192. | 10. | Emily's New Route                | Emily új útvonala          | James Mason             | Steve Asquith | 2004. augusztus 29.  | 2006. október 17.        | 08x17     |
| 193. | 11. | Thomas and the Firework Display  | Thomas és a tüzijáték      | Abi Grant & Paul Larson | Steve Asquith | 2004. szeptember 5.  | 2006. szeptember 25.     | 08x01     |
| 194. | 12. | Gordon Takes Charge              | Gordon, a példakép         | Paul Larson             | Steve Asquith | 2004. szeptember 5.  | 2006. október 19.        | 08x19     |
| 195. | 13. | Spic and Span                    | Mozdony szépségverseny     | Marc Seal               | Steve Asquith | 2004. szeptember 12. | 2006. október 5.         | 08x09     |
| 196. | 14. | Edward the Great                 | A verseny                  | Abi Grant               | Steve Asquith | 2004. szeptember 12. | 2006. október 4.         | 08x08     |
| 197. | 15. | Squeak, Rattle and Roll          | Gordon meghibásodik        | Marc Seal               | Steve Asquith | 2004. szeptember 19. | 2006. október 2.         | 08x06     |
| 198. | 16. | Thomas and the Circus            | Thomas és a cirkusz        | Abi Grant               | Steve Asquith | 2004. szeptember 19. | 2006. október 12.        | 08x14     |
| 199. | 17. | Thomas Gets It Right             | Törékeny rakomány          | Robin Rigby             | Steve Asquith | 2004. szeptember 26. | 2006. október 9.         | 08x11     |
| 200. | 18. | As Good as Gordon                | Emily türelmet tanul       | Abi Grant               | Steve Asquith | 2004. szeptember 26. | 2006. október 27.        | 08x25     |
| 201. | 19. | Fish                             | Thomas és a halak          | Paul Larson             | Steve Asquith | 2004. október 3.     | 2006. szeptember 27.     | 08x03     |
| 202. | 20. | Emily's Adventure                | Emily kalandja             | Paul Larson             | Steve Asquith | 2004. október 3.     | 2006. szeptember 28.     | 08x04     |
| 203. | 21. | Halloween                        | Halloween                  | Dave Ingham             | Steve Asquith | 2004. október 10.    | 2006. október 30.        | 08x26     |
| 204. | 22. | You Can Do It, Toby!             | Képes vagy rá, Toby!       | Paul Larson             | Steve Asquith | 2004. október 10.    | 2006. október 10.        | 08x12     |
| 205. | 23. | James Goes Too Far               | James túl messzire megy    | James Mason             | Steve Asquith | 2004. október 17.    | 2006. október 6.         | 08x10     |
| 206. | 24. | Chickens to School               | Csirkék az iskolában       | Paul Larson             | Steve Asquith | 2004. október 17.    | 2006. október 18.        | 08x18     |
| 207. | 25. | Too Hot for Thomas               | Thomas és a fagylalt       | Paul Larson             | Steve Asquith | 2004. október 24.    | 2006. október 24.        | 08x22     |
| 208. | 26. | Percy and the Magic Carpet       | Percy és a varázsszőnyeg   | Abi Grant               | Steve Asquith | 2004. október 24.    | 2006. október 11.        | 08x13     |

### 9. évad
| #    | #   | Eredeti cím                    | Magyar cím                      | Írta           | Rendezte      | Eredeti premier      | Magyar premier (Minimax) | Prod. kód |
| ---- | --- | ------------------------------ | ------------------------------- | -------------- | ------------- | -------------------- | ------------------------ | --------- |
| 209. | 1.  | Percy and the Oil Painting     | Percy és a festő                | Abi Grant      | Steve Asquith | 2005. szeptember 4.  | 2007. október 9.         | 09x06     |
| 210. | 2.  | Thomas and the Rainbow         | Thomas és a szivárvány          | Abi Grant      | Steve Asquith | 2005. szeptember 4.  | 2007. október 2.         | 09x01     |
| 211. | 3.  | Thomas' Milkshake Muddle       | Thomas kalandja a tejjel        | Marc Seal      | Steve Asquith | 2005. szeptember 11. | 2007. október 8.         | 09x05     |
| 212. | 4.  | Mighty Mac                     | Mighty és Mac                   | Paul Larson    | Steve Asquith | 2005. szeptember 11. | 2007. október 5.         | 09x04     |
| 213. | 5.  | Molly's Special Special        | Molly különleges szállítmánya   | Paul Larson    | Steve Asquith | 2005. szeptember 18. | 2007. október 4.         | 09x03     |
| 214. | 6.  | Respect for Gordon             | Tisztelet Gordonnak             | James Mason    | Steve Asquith | 2005. szeptember 18. | 2007. október 3.         | 09x02     |
| 215. | 7.  | Thomas and the Birthday Picnic | Thomas és a születésnapi piknik | Sharon Miller  | Steve Asquith | 2005. szeptember 25. | 2007. október 10.        | 09x07     |
| 216. | 8.  | Tuneful Toots                  | Rusty különleges dudája         | Sharon Miller  | Steve Asquith | 2005. szeptember 25. | 2007. október 15.        | 09x10     |
| 217. | 9.  | Thomas and the Toy Shop        | Thomas és a játékbolt           | James Mason    | Steve Asquith | 2005. október 2.     | 2007. október 25.        | 09x18     |
| 218. | 10. | Rheneas and the Dinosaur       | Rheneas és a dinoszaurusz       | Paul Larson    | Steve Asquith | 2005. október 2.     | 2007. október 17.        | 09x12     |
| 219. | 11. | Thomas and the New Engine      | Thomas és az új mozdony         | Marc Seal      | Steve Asquith | 2005. október 9.     | 2007. október 19.        | 09x14     |
| 220. | 12. | Toby Feels Left Out            | Toby szomorkodik                | Simon A. Brown | Steve Asquith | 2005. október 9.     | 2007. október 11.        | 09x08     |
| 221. | 13. | Thomas Tries His Best          | Thomas mindent belead           | James Mason    | Steve Asquith | 2005. október 16.    | 2007. október 29.        | 09x20     |
| 222. | 14. | The Magic Lamp                 | A varázslámpa                   | Sharon Miller  | Steve Asquith | 2005. október 16.    | 2007. október 24.        | 09x17     |
| 223. | 15. | Thomas and the Statue          | Thomas és a szobor              | Marc Seal      | Steve Asquith | 2005. október 21.    | 2007. november 2.        | 09x24     |
| 224. | 16. | Henry and the Flagpole         | Henry és a zászlórúd            | Paul Larson    | Steve Asquith | 2005. október 21.    | 2007. október 18.        | 09x13     |
| 225. | 17. | Emily Knows Best               | Emily mindent tud               | Marc Seal      | Steve Asquith | 2005. október 28.    | 2007. október 22.        | 09x15     |
| 226. | 18. | Thomas' Day Off                | Thomas szabadnapja              | Sharon Miller  | Steve Asquith | 2005. október 28.    | 2007. október 31.        | 09x22     |
| 227. | 19. | Thomas' New Trucks             | Thomas új vagonjai              | Paul Larson    | Steve Asquith | 2005. november 4.    | 2007. október 23.        | 09x16     |
| 228. | 20. | Duncan and the Old Mine        | Duncan és a régi bánya          | James Mason    | Steve Asquith | 2005. november 4.    | 2007. október 30.        | 09x21     |
| 229. | 21. | Bold and Brave                 | A sziklaszirt átka              | James Mason    | Steve Asquith | 2005. november 11.   | 2007. október 12.        | 09x09     |
| 230. | 22. | Skarloey the Brave             | Skarloey, a bátor               | Paul Larson    | Steve Asquith | 2005. november 11.   | 2007. november 5.        | 09x25     |
| 231. | 23. | Saving Edward                  | Thomas füllent                  | James Mason    | Steve Asquith | 2005. november 18.   | 2007. október 26.        | 09x19     |
| 232. | 24. | Thomas and the Golden Eagle    | Thomas és az aranysas           | Abi Grant      | Steve Asquith | 2005. november 18.   | 2007. november 6.        | 09x26     |
| 233. | 25. | Keeping Up with James          | James sietni akar               | Abi Grant      | Steve Asquith | 2005. november 25.   | 2007. november 1.        | 09x23     |
| 234. | 26. | Flour Power                    | A szellemmozdony                | Abi Grant      | Steve Asquith | 2005. november 25.   | 2007. október 16.        | 09x11     |

### 10. évad
| #    | #   | Eredeti cím                       | Magyar cím                  | Írta            | Rendezte      | Eredeti premier   | Magyar premier (M1) | Prod. kód |
| ---- | --- | --------------------------------- | --------------------------- | --------------- | ------------- | ----------------- | ------------------- | --------- |
| 235. | 1.  | Follow That Flour                 | A liszt nyomában            | Sharon Miller   | Steve Asquith | 2006. október 2.  | 2010. január 23.    | 10x03     |
| 236. | 2.  | A Smooth Ride                     | A döccenő                   | Simon Nicholson | Steve Asquith | 2006. október 2.  | 2010. január 16.    | 10x02     |
| 237. | 3.  | Thomas and the Jet Plane          | A repülőgép                 | Abi Grant       | Steve Asquith | 2006. október 3.  | 2010. január 16.    | 10x01     |
| 238. | 4.  | Percy and the Funfair             | A legfontosabb feladat      | Abi Grant       | Steve Asquith | 2006. október 3.  | 2010. január 23.    | 10x04     |
| 239. | 5.  | The Green Controller              | A zöld ellenőr              | Sharon Miller   | Steve Asquith | 2006. október 4.  | 2010. április 10.   | 10x26     |
| 240. | 6.  | Duncan Drops a Clanger            | Kaland a haranggal          | Paul Larson     | Steve Asquith | 2006. október 4.  | 2010. január 30.    | 10x05     |
| 241. | 7.  | Thomas' Tricky Tree               | A karácsonyfa               | Sharon Miller   | Steve Asquith | 2006. október 5.  | 2010. február 6.    | 10x07     |
| 242. | 8.  | Toby's Afternoon Off              | Baráti segítség             | Marc Seal       | Steve Asquith | 2006. október 5.  | 2010. január 30.    | 10x06     |
| 243. | 9.  | It's Good to Be Gordon            | Az elcserélt szerkocsi      | Abi Grant       | Steve Asquith | 2006. október 6.  | 2010. február 6.    | 10x08     |
| 244. | 10. | Seeing the Sights                 | A kirándulás                | Wayne Jackman   | Steve Asquith | 2006. október 6.  | 2010. február 27.   | 10x14     |
| 245. | 11. | Fearless Freddie                  | Féktelen Freddie            | Simon Nicholson | Steve Asquith | 2006. október 7.  | 2010. február 20.   | 10x11     |
| 246. | 12. | Toby's New Shed                   | Az új tető                  | Simon Nicholson | Steve Asquith | 2006. október 7.  | 2010. március 13.   | 10x17     |
| 247. | 13. | Big Strong Henry                  | Többet ésszel, mint erővel  | Simon Nicholson | Steve Asquith | 2006. október 8.  | 2010. február 27.   | 10x13     |
| 248. | 14. | Sticky Toffee Thomas              | A tejkaramella              | Paul Larson     | Steve Asquith | 2006. október 8.  | 2010. február 20.   | 10x12     |
| 249. | 15. | Which Way Now?                    | Ki merre lát?               | James Mason     | Steve Asquith | 2006. október 9.  | 2010. március 6.    | 10x16     |
| 250. | 16. | Thomas and the Shooting Star      | Az üstökös                  | Abi Grant       | Steve Asquith | 2006. október 9.  | 2010. március 6.    | 10x15     |
| 251. | 17. | Edward Strikes Out                | Az új jövevény              | Sharon Miller   | Steve Asquith | 2006. október 10. | 2010. március 13.   | 10x18     |
| 252. | 18. | Topped Off Thomas                 | Kaland a kalappal           | Sharon Miller   | Steve Asquith | 2006. október 10. | 2010. február 13.   | 10x10     |
| 253. | 19. | Wharf and Peace                   | Bátraké a szerencse         | Abi Grant       | Steve Asquith | 2006. október 11. | 2010. március 20.   | 10x20     |
| 254. | 20. | Thomas' Frosty Friend             | A hóember                   | Sharon Miller   | Steve Asquith | 2006. október 11. | 2010. március 20.   | 10x19     |
| 255. | 21. | Emily and the Special Coaches     | Dízelek és gőzösök          | James Mason     | Steve Asquith | 2006. október 12. | 2010. február 13.   | 10x09     |
| 256. | 22. | Thomas and the Colours            | A futballcsapat             | Marc Seal       | Steve Asquith | 2006. október 12. | 2010. március 27.   | 10x21     |
| 257. | 23. | Thomas and the Birthday Mail      | A születésnapi küldemény    | James Mason     | Steve Asquith | 2006. október 13. | 2010. április 3.    | 10x23     |
| 258. | 24. | Duncan's Bluff                    | Ki a gyorsabb?              | Paul Larson     | Steve Asquith | 2006. október 13. | 2010. április 3.    | 10x24     |
| 259. | 25. | Missing Trucks                    | A meglepetés                | Wayne Jackman   | Steve Asquith | 2006. október 14. | 2010. március 27.   | 10x22     |
| 260. | 26. | Thomas and the Treasure           | A kalózok kincse            | Marc Seal       | Steve Asquith | 2006. október 14. | 2010. április 10.   | 10x25     |
| 261. | 27. | James the Second Best             | James, a második legjobb    | Paul Larson     | Steve Asquith | 2006. október 15. | 2010. április 17.   | 10x27     |
| 262. | 28. | Thomas and Skarloey's Big Day Out | Thomas és Skarloey kirándul | Paul Larson     | Steve Asquith | 2006. október 15. | 2010. április 17.   | 10x28     |

### 11. évad
| #    | #   | Eredeti cím                  | Magyar cím                        | Írta          | Rendezte      | Eredeti premier      | Magyar premier (JimJam) | Prod. kód |
| ---- | --- | ---------------------------- | --------------------------------- | ------------- | ------------- | -------------------- | ----------------------- | --------- |
| 263. | 1.  | Thomas and the Storyteller   | Thomas és a mesemondó             | Abi Grant     | Steve Asquith | 2007. szeptember 3.  | 2010. május 27.         | 11x07     |
| 264. | 2.  | Emily's Rubbish              | Emily szemete                     | Wayne Jackman | Steve Asquith | 2007. szeptember 3.  | 2010. május 24.         | 11x02     |
| 265. | 3.  | Dream On                     | Thomas álmodozik                  | Neil Richards | Steve Asquith | 2007. szeptember 4.  | 2010. május 25.         | 11x03     |
| 266. | 4.  | Dirty Work                   | Piszkos munka                     | Wayne Jackman | Steve Asquith | 2007. szeptember 4.  | 2010. július 23.        | 11x26     |
| 267. | 5.  | Hector the Horrid!           | Hektor, a háklis                  | Simon Spencer | Steve Asquith | 2007. szeptember 5.  | 2010. május 26.         | 11x06     |
| 268. | 6.  | Gordon and the Engineer      | Gordon és a mérnök                | Paul Larson   | Steve Asquith | 2007. szeptember 5.  | 2010. július 11.        | 11x18     |
| 269. | 7.  | Thomas and the Spaceship     | Thomas és az űrhajó               | Sharon Miller | Steve Asquith | 2007. szeptember 6.  | 2010. május 26.         | 11x05     |
| 270. | 8.  | Henry's Lucky Day            | Henry szerencsés napja            | Paul Larson   | Steve Asquith | 2007. szeptember 6.  | 2010. május 29.         | 11x12     |
| 271. | 9.  | Thomas and the Lighthouse    | Thomas és a világítótorony        | Abi Grant     | Steve Asquith | 2007. szeptember 7.  | 2010. május 28.         | 11x09     |
| 272. | 10. | Thomas and the Big Bang      | Thomas és a nagy durranás         | Abi Grant     | Steve Asquith | 2007. szeptember 7.  | 2010. július 19.        | 11x19     |
| 273. | 11. | Smoke and Mirrors            | A nagy mutatvány                  | Neil Richards | Steve Asquith | 2007. szeptember 10. | 2010. május 29.         | 11x11     |
| 274. | 12. | Thomas Sets Sail             | Thomas vitorlát bont              | Sharon Miller | Steve Asquith | 2007. szeptember 10. | 2010. május 24.         | 11x01     |
| 275. | 13. | Don't Be Silly, Billy        | Buta Billy                        | Sharon Miller | Steve Asquith | 2007. szeptember 11. | 2010. május 30.         | 11x13     |
| 276. | 14. | Edward and the Mail          | Edward, a postás                  | Paul Larson   | Steve Asquith | 2007. szeptember 11. | 2010. június 1.         | 11x16     |
| 277. | 15. | Hide and Peep                | Füttyös bújócska                  | Simon Spencer | Steve Asquith | 2007. szeptember 12. | 2010. július 11.        | 11x17     |
| 278. | 16. | Toby's Triumph               | Toby, a győztes                   | Abi Grant     | Steve Asquith | 2007. szeptember 12. | 2010. május 30.         | 11x14     |
| 279. | 17. | Thomas and the Runaway Car   | Thomas és a szökevény autó        | Sharon Miller | Steve Asquith | 2007. szeptember 13. | 2010. június 1.         | 11x15     |
| 280. | 18. | Thomas in Trouble            | Thomas bajba kerül                | Wayne Jackman | Steve Asquith | 2007. szeptember 13. | 2010. július 20.        | 11x21     |
| 281. | 19. | Thomas and the Stinky Cheese | Thomas és a büdös sajt            | Paul Larson   | Steve Asquith | 2007. szeptember 14. | 2010. július 22.        | 11x25     |
| 282. | 20. | Percy and the Left Luggage   | Percy és a poggyász               | Abi Grant     | Steve Asquith | 2007. szeptember 14. | 2010. július 21.        | 11x23     |
| 283. | 21. | Duncan Does It All           | Duncan mindent megcsinál          | Wayne Jackman | Steve Asquith | 2007. szeptember 17. | 2010. július 21.        | 11x22     |
| 284. | 22. | Sir Handel in Charge         | Sir Handel, a felelős             | Simon Spencer | Steve Asquith | 2007. szeptember 17. | 2010. május 28.         | 11x10     |
| 285. | 23. | Cool Truckings               | Csúszós mulatságok                | Paul Larson   | Steve Asquith | 2007. szeptember 18. | 2010. május 25.         | 11x04     |
| 286. | 24. | Ding-A-Ling                  | A biciklicsengő                   | Sharon Miller | Steve Asquith | 2007. szeptember 18. | 2010. július 22.        | 11x24     |
| 287. | 25. | Skarloey Storms Through      | Skarloey viharba kerül            | Neil Richards | Steve Asquith | 2007. szeptember 19. | 2010. május 27.         | 11x08     |
| 288. | 26. | Wash Behind Your Buffers     | Tiszta légy az ütköződ mögött is! | Paul Larson   | Steve Asquith | 2007. szeptember 19. | 2010. július 19.        | 11x20     |

### 12. évad
| #    | #   | Eredeti cím                    | Magyar cím             | Írta           | Rendezte      | Eredeti premier      | Magyar premier         | Prod. kód |
| ---- | --- | ------------------------------ | ---------------------- | -------------- | ------------- | -------------------- | ---------------------- | --------- |
| 289. | 1.  | Thomas and the Billboard       | Nem került bemutatásra | Mark Robertson | Steve Asquith | 2008. szeptember 1.  | Nem került bemutatásra | 12x01     |
| 290. | 3.  | Steady Eddie                   | Nem került bemutatásra | Sharon Miller  | Steve Asquith | 2008. szeptember 2.  | Nem került bemutatásra | 12x02     |
| 291. | 3.  | Rosie's Funfair Special        | Nem került bemutatásra | Andrew Viner   | Steve Asquith | 2008. szeptember 3.  | Nem került bemutatásra | 12x03     |
| 292. | 4.  | Mountain Marvel                | Nem került bemutatásra | Sharon Miller  | Steve Asquith | 2008. szeptember 4.  | Nem került bemutatásra | 12x04     |
| 293. | 5.  | Henry Gets It Wrong            | Nem került bemutatásra | Abi Grant      | Steve Asquith | 2008. szeptember 5.  | Nem került bemutatásra | 12x05     |
| 294. | 6.  | Heave Ho Thomas                | Nem került bemutatásra | Sharon Miller  | Steve Asquith | 2008. szeptember 8.  | Nem került bemutatásra | 12x06     |
| 295. | 7.  | Toby's Special Surprise        | Nem került bemutatásra | Sharon Miller  | Steve Asquith | 2008. szeptember 9.  | Nem került bemutatásra | 12x07     |
| 296. | 8.  | Excellent Emily                | Nem került bemutatásra | Paul Larson    | Steve Asquith | 2008. szeptember 10. | Nem került bemutatásra | 12x08     |
| 297. | 9.  | The Party Surprise             | Nem került bemutatásra | Simon Spencer  | Steve Asquith | 2008. szeptember 11. | Nem került bemutatásra | 12x09     |
| 298. | 10. | Saved You                      | Nem került bemutatásra | Paul Larson    | Steve Asquith | 2008. szeptember 12. | Nem került bemutatásra | 12x10     |
| 299. | 11. | Duncan and the Hot Air Balloon | Nem került bemutatásra | Mark Robertson | Steve Asquith | 2008. szeptember 15. | Nem került bemutatásra | 12x11     |
| 300. | 12. | James Works It Out             | Nem került bemutatásra | Simon Spencer  | Steve Asquith | 2008. szeptember 16. | Nem került bemutatásra | 12x12     |
| 301. | 13. | Tram Trouble                   | Nem került bemutatásra | Sharon Miller  | Steve Asquith | 2008. szeptember 17. | Nem került bemutatásra | 12x13     |
| 302. | 14. | Don't Go Back                  | Nem került bemutatásra | Simon Spencer  | Steve Asquith | 2008. szeptember 18. | Nem került bemutatásra | 12x14     |
| 303. | 15. | Gordon Takes a Shortcut        | Nem került bemutatásra | Wayne Jackman  | Steve Asquith | 2008. szeptember 19. | Nem került bemutatásra | 12x15     |
| 304. | 16. | The Man in the Hills           | Nem került bemutatásra | Sharon Miller  | Steve Asquith | 2008. szeptember 22. | Nem került bemutatásra | 12x16     |
| 305. | 17. | Thomas Puts the Brakes On      | Nem került bemutatásra | Mark Robertson | Steve Asquith | 2008. szeptember 23. | Nem került bemutatásra | 12x17     |
| 306. | 18. | Percy and the Bandstand        | Nem került bemutatásra | Paul Larson    | Steve Asquith | 2008. szeptember 24. | Nem került bemutatásra | 12x18     |
| 307. | 19. | Push Me, Pull You              | Nem került bemutatásra | Sharon Miller  | Steve Asquith | 2008. szeptember 25. | Nem került bemutatásra | 12x19     |
| 308. | 20. | Best Friends                   | Nem került bemutatásra | Anna Starkey   | Steve Asquith | 2008. szeptember 26. | Nem került bemutatásra | 12x20     |

## CGI évadok (2009-2020)

### 13. évad
| #    | #   | Eredeti cím                 | Magyar cím                         | Írta               | Rendezte     | Eredeti premier    | Magyar premier (Minimax) | Prod. kód |
| ---- | --- | --------------------------- | ---------------------------------- | ------------------ | ------------ | ------------------ | ------------------------ | --------- |
| 309. | 1.  | Creaky Cranky               | Cranky csikorog                    | Sharon Miller      | Greg Tiernan | 2009. október 26.  | 2010. március 29.        | 13x01     |
| 310. | 2.  | The Lion of Sodor           | Sodor oroszlánja                   | Mark Robertson     | Greg Tiernan | 2009. október 27.  | 2010. március 30.        | 13x02     |
| 311. | 3.  | Tickled Pink                | A rózsaszín mozdony                | Allan Plenderleith | Greg Tiernan | 2009. október 28.  | 2010. március 31.        | 13x03     |
| 312. | 4.  | Double Trouble              | Dupla zűrzavar                     | Sharon Miller      | Greg Tiernan | 2009. október 29.  | 2010. április 1.         | 13x04     |
| 313. | 5.  | Slippy Sodor                | A különleges buborékoldat          | Mark Robertson     | Greg Tiernan | 2009. október 30.  | 2010. április 2.         | 13x05     |
| 314. | 6.  | The Early Bird              | A koránkelő postás                 | David Richard Fox  | Greg Tiernan | 2009. november 2.  | 2010. április 5.         | 13x06     |
| 315. | 7.  | Play Time                   | Mókás mozdonyok                    | Sharon Miller      | Greg Tiernan | 2009. november 3.  | 2010. április 6.         | 13x07     |
| 316. | 8.  | Thomas and the Pigs         | Thomas és a kismalacok             | Allan Plenderleith | Greg Tiernan | 2009. november 4.  | 2010. április 7.         | 13x08     |
| 317. | 9.  | Time for a Story            | Mesedélután                        | Miranda Larson     | Greg Tiernan | 2009. november 5.  | 2010. április 8.         | 13x09     |
| 318. | 10. | Percy's Parcel              | Percy csomagja                     | Robyn Charteris    | Greg Tiernan | 2009. november 6.  | 2010. április 9.         | 13x10     |
| 319. | 11. | Toby's New Whistle          | Toby és a gőzsíp                   | Louise Kramskoy    | Greg Tiernan | 2009. november 9.  | 2010. április 12.        | 13x11     |
| 320. | 12. | A Blooming Mess             | Virágos zűrzavar                   | Miranda Larson     | Greg Tiernan | 2009. november 10. | 2010. április 13.        | 13x12     |
| 321. | 13. | Thomas and the Runaway Kite | Thomas és a szökevény papírsárkány | Louise Kramskoy    | Greg Tiernan | 2009. november 11. | 2010. április 14.        | 13x13     |
| 322. | 14. | Steamy Sodor                | Thomas, a műhelyfőnök              | Sharon Miller      | Greg Tiernan | 2009. november 12. | 2010. április 15.        | 13x14     |
| 323. | 15. | Splish Splash Splosh        | Liccs, loccs, poccs!               | Sharon Miller      | Greg Tiernan | 2009. november 13. | 2010. április 16.        | 13x15     |
| 324. | 16. | The Biggest Present of All  | Az üdvözlő ajándék                 | Sharon Miller      | Greg Tiernan | 2009. november 16. | 2010. április 19.        | 13x16     |
| 325. | 17. | Snow Tracks                 | Hófödte sínek                      | Alan Hescott       | Greg Tiernan | 2009. november 17. | 2010. április 20.        | 13x17     |
| 326. | 18. | Henry's Good Deeds          | Henry jótettei                     | Alan Hescott       | Greg Tiernan | 2009. november 18. | 2010. április 21.        | 13x18     |
| 327. | 19. | Buzzy Bees                  | A zümmögő méhek                    | Sharon Miller      | Greg Tiernan | 2009. november 19. | 2010. április 22.        | 13x19     |
| 328. | 20. | Hiro Helps Out              | Hiro besegít                       | Sharon Miller      | Greg Tiernan | 2009. november 20. | 2010. április 23.        | 13x20     |

### 14. évad
| #    | #   | Eredeti cím                  | Magyar cím                     | Írta                  | Rendezte     | Eredeti premier   | Magyar premier (Minimax) | Prod. kód |
| ---- | --- | ---------------------------- | ------------------------------ | --------------------- | ------------ | ----------------- | ------------------------ | --------- |
| 329. | 1.  | Thomas' Tall Friend          | Thomas hórihorgas barátja      | Sharon Miller         | Greg Tiernan | 2010. október 11. | 2011. május 18.          | 14x01     |
| 330. | 2.  | James in the Dark            | James a sötétben               | Mark Robertson        | Greg Tiernan | 2010. október 11. | 2011. május 20.          | 14x03     |
| 331. | 3.  | Pingy Pongy Pick Up          | Vicik-vacak szennyes           | Miranda Larson        | Greg Tiernan | 2010. október 12. | 2011. május 21.          | 14x04     |
| 332. | 4.  | Charlie and Eddie            | Charlie és Eddie               | Sharon Miller         | Greg Tiernan | 2010. október 12. | 2011. május 22.          | 14x05     |
| 333. | 5.  | Toby and the Whistling Woods | Toby és a süvöltő erdő         | Louise Kramskoy       | Greg Tiernan | 2010. október 13. | 2011. május 23.          | 14x06     |
| 334. | 6.  | Henry's Health and Safety    | Henry és a biztonság           | Sharon Miller         | Greg Tiernan | 2010. október 13. | 2011. május 24.          | 14x07     |
| 335. | 7.  | Diesel's Special Delivery    | Diesel különleges szállítmánya | Jessica Sandys Clarke | Greg Tiernan | 2010. október 14. | 2011. május 25.          | 14x08     |
| 336. | 8.  | Pop Goes Thomas              | Thomas pukkantyúi              | Mark Robertson        | Greg Tiernan | 2010. október 14. | 2011. május 26.          | 14x09     |
| 337. | 9.  | Victor Says Yes              | Viktor igent mond              | Denise Cassar         | Greg Tiernan | 2010. október 15. | 2011. május 27.          | 14x10     |
| 338. | 10. | Thomas in Charge             | Thomas, a vezér                | Mark Daydy            | Greg Tiernan | 2010. október 15. | 2011. május 28.          | 14x11     |
| 339. | 11. | Being Percy                  | Percy bőrében                  | Rachel Dawson         | Greg Tiernan | 2010. október 18. | 2011. május 29.          | 14x12     |
| 340. | 12. | Merry Winter Wish            | Karácsonyi kívánság            | Miranda Larson        | Greg Tiernan | 2010. október 18. | 2011. május 30.          | 14x13     |
| 341. | 13. | Thomas and the Snowman Party | Thomas és a hóember ünnep      | Jessica Sandys Clarke | Greg Tiernan | 2010. október 19. | 2011. május 31.          | 14x14     |
| 342. | 14. | Thomas' Crazy Day            | Thomasnak őrült napja van      | Sharon Miller         | Greg Tiernan | 2010. október 19. | 2011. június 1.          | 14x15     |
| 343. | 15. | Jumping Jobi Wood!           | Jóbi szállítás                 | Sharon Miller         | Greg Tiernan | 2010. október 20. | 2011. június 2.          | 14x16     |
| 344. | 16. | Thomas and Scruff            | Thomas és Scruff               | Sharon Miller         | Greg Tiernan | 2010. október 20. | 2011. június 3.          | 14x17     |
| 345. | 17. | O the Indignity              | Micsoda megaláztatás!          | Sharon Miller         | Greg Tiernan | 2010. október 21. | 2011. június 4.          | 14x18     |
| 346. | 18. | Jitters and Japes            | Vérpezsdítő kirándulás         | Sharon Miller         | Greg Tiernan | 2010. október 21. | 2011. június 5.          | 14x19     |
| 347. | 19. | Merry Misty Island           | Boldogság a Ködfátyol szigeten | Sharon Miller         | Greg Tiernan | 2010. október 22. | 2011. június 6.          | 14x20     |
| 348. | 20. | Henry's Magic Box            | Henry kincsesládája            | Sharon Miller         | Greg Tiernan | 2010. október 22. | 2011. május 19.          | 14x02     |

### 15. évad
| #    | #   | Eredeti cím          | Magyar cím             | Írta                            | Rendezte     | Eredeti premier   | Magyar premier (Minimax) | Prod. kód |
| ---- | --- | -------------------- | ---------------------- | ------------------------------- | ------------ | ----------------- | ------------------------ | --------- |
| 349. | 1.  | Gordon and Ferdinand | Gordon és Ferdinánd    | Sharon Miller                   | Greg Tiernan | 2011. február 28. | 2012. március 14.        | 15x01     |
| 350. | 2.  | Toby and Bash        | Toby és Bash           | Sharon Miller                   | Greg Tiernan | 2011. március 1.  | 2012. március 15.        | 15x02     |
| 351. | 3.  | Emily and Dash       | Emily és Dash          | Sharon Miller                   | Greg Tiernan | 2011. március 2.  | 2012. március 16.        | 15x03     |
| 352. | 4.  | Percy's New Friends  | Percy új barátai       | Gerard Foster                   | Greg Tiernan | 2011. március 3.  | 2012. március 19.        | 15x04     |
| 353. | 5.  | Edward the Hero      | Edward, a hős          | Sharon Miller                   | Greg Tiernan | 2011. március 4.  | 2012. március 20.        | 15x05     |
| 354. | 6.  | James to the Rescue  | James, a mentőmozdony  | Sharon Miller                   | Greg Tiernan | 2011. március 7.  | 2012. március 21.        | 15x06     |
| 355. | 7.  | Happy Hiro           | Hiro boldog            | Sharon Miller                   | Greg Tiernan | 2011. március 8.  | 2012. március 22.        | 15x07     |
| 356. | 8.  | Up, Up and Away!     | Szelek szárnyán        | Sharon Miller                   | Greg Tiernan | 2011. március 9.  | 2012. március 23.        | 15x08     |
| 357. | 9.  | Henry's Happy Coal   | Henry különleges szene | Sharon Miller                   | Greg Tiernan | 2011. március 10. | 2012. március 26.        | 15x09     |
| 358. | 10. | Let It Snow          | Hurrá, havazik!        | Sharon Miller                   | Greg Tiernan | 2011. március 11. | 2012. március 27.        | 15x10     |
| 359. | 11. | Surprise, Surprise   | Meglepetés             | Sharon Miller                   | Greg Tiernan | 2011. március 14. | 2012. március 28.        | 15x11     |
| 360. | 12. | Spencer the Grand    | A nagy Spencer         | Jessica Sandys Clarke           | Greg Tiernan | 2011. március 15. | 2012. március 29.        | 15x12     |
| 361. | 13. | Stop That Bus!       | Megállj, te busz!      | Sharon Miller                   | Greg Tiernan | 2011. március 16. | 2012. március 30.        | 15x13     |
| 362. | 14. | Stuck on You         | A mágnes               | Sharon Miller                   | Greg Tiernan | 2011. március 17. | 2012. április 2.         | 15x14     |
| 363. | 15. | Big Belle            | A nagy Belle           | Sharon Miller                   | Greg Tiernan | 2011. március 18. | 2012. április 3.         | 15x15     |
| 364. | 16. | Kevin the Steamie    | Kevin, a gőzös         | Laurie Israel & Rachel Ruderman | Greg Tiernan | 2011. március 21. | 2012. április 4.         | 15x16     |
| 365. | 17. | Wonky Whistle        | A suta síp             | Neil Ben                        | Greg Tiernan | 2011. március 22. | 2012. április 5.         | 15x17     |
| 366. | 18. | Percy the Snowman    | Percy, a hóember       | Lizzie Ennever                  | Greg Tiernan | 2011. március 23. | 2012. április 6.         | 15x18     |
| 367. | 19. | Tree Trouble         | A fa probléma          | Sharon Miller                   | Greg Tiernan | 2011. március 24. | 2012. április 9.         | 15x19     |
| 368. | 20. | Fiery Flynn          | Tüzes Flynn            | Sharon Miller                   | Greg Tiernan | 2011. március 25. | 2012. április 10.        | 15x20     |

### 16. évad
| #    | #   | Eredeti cím                      | Magyar cím                         | Írta                           | Rendezte     | Eredeti premier    | Magyar premier (Minimax) | Prod. kód |
| ---- | --- | -------------------------------- | ---------------------------------- | ------------------------------ | ------------ | ------------------ | ------------------------ | --------- |
| 369. | 1.  | Race to the Rescue               | Siess és segíts!                   | Sharon Miller                  | Greg Tiernan | 2012. február 20.  | 2013. március 12.        | 16x01     |
| 370. | 2.  | Ol' Wheezy Wobbles               | Vén Lihi lerobban                  | Sharon Miller                  | Greg Tiernan | 2012. február 20.  | 2013. március 13.        | 16x02     |
| 371. | 3.  | Express Coming Through           | Utat a gyorsvonatnak!              | Sharon Miller                  | Greg Tiernan | 2012. február 21.  | 2013. március 14.        | 16x03     |
| 372. | 4.  | Percy and the Monster of Brendam | Percy és a Brendam-i szörny        | Sharon Miller                  | Greg Tiernan | 2012. február 21.  | 2013. március 15.        | 16x04     |
| 373. | 5.  | Ho Ho Snowman                    | Hahó hóember!                      | Sharon Miller                  | Greg Tiernan | 2012. február 22.  | 2013. március 16.        | 16x05     |
| 374. | 6.  | Flash Bang Wallop!               | Villan, kattan és megvan           | Jessica Sandys Clarke          | Greg Tiernan | 2012. február 22.  | 2013. március 17.        | 16x06     |
| 375. | 7.  | Thomas and the Rubbish Train     | Thomas és a szemétszállító vonat   | Andrew Viner                   | Greg Tiernan | 2012. február 23.  | 2013. március 18.        | 16x07     |
| 376. | 8.  | Thomas Toots the Crows           | Thomas elfüttyögi a varjakat       | Dan & Nuria Wicksman           | Greg Tiernan | 2012. február 23.  | 2013. március 19.        | 16x08     |
| 377. | 9.  | Bust My Buffers!                 | Az ütközőjét!                      | Sharon Miller                  | Greg Tiernan | 2012. február 24.  | 2013. március 20.        | 16x09     |
| 378. | 10. | Percy and the Calliope           | Percy és a gőzorgona               | Max Allen                      | Greg Tiernan | 2012. február 24.  | 2013. március 21.        | 16x10     |
| 379. | 11. | Thomas and the Sounds of Sodor   | Thomas és Sodor szigetének hangjai | Gerard Foster                  | Greg Tiernan | 2012. február 27.  | 2013. március 22.        | 16x11     |
| 380. | 12. | Salty's Surprise                 | Salty meglepetése                  | Sharon Miller                  | Greg Tiernan | 2012. február 27.  | 2013. március 23.        | 16x12     |
| 381. | 13. | Sodor Surprise Day               | A Sodor-i meglepetés nap           | Jessica Kedward & Kirsty Peart | Greg Tiernan | 2012. február 28.  | 2013. március 24.        | 16x13     |
| 382. | 14. | Emily's Winter Party Special     | Emily ünnepi feladata              | Max Allen                      | Greg Tiernan | 2012. február 28.  | 2013. március 25.        | 16x14     |
| 383. | 15. | Muddy Matters                    | Sáros ügy                          | Max Allen                      | Greg Tiernan | 2012. február 29.  | 2013. március 26.        | 16x15     |
| 384. | 16. | Whiff's Wish                     | Whiff kívánsága                    | Andy Bernhardt                 | Greg Tiernan | 2012. február 29.  | 2013. március 27.        | 16x16     |
| 385. | 17. | Welcome Stafford                 | Isten hozott, Stafford!            | Sharon Miller                  | Greg Tiernan | 2012. március 1.   | 2013. március 28.        | 16x17     |
| 386. | 18. | Don't Bother Victor!             | Ne legyetek Viktor terhére!        | Sharon Miller                  | Greg Tiernan | 2012. március 1.   | 2013. március 30.        | 16x19     |
| 387. | 19. | Happy Birthday Sir!              | Boldog születésnapot, uram!        | Sharon Miller                  | Greg Tiernan | 2012. december 25. | 2013. március 31.        | 16x20     |
| 388. | 20. | The Christmas Tree Express       | A karácsonyfa expressz             | Sharon Miller                  | Greg Tiernan | 2012. december 25. | 2013. március 29.        | 16x18     |

### 17. évad
| #    | #   | Eredeti cím                       | Magyar cím                     | Írta                         | Rendezte   | Eredeti premier      | Magyar premier (Minimax) | Prod. kód |
| ---- | --- | --------------------------------- | ------------------------------ | ---------------------------- | ---------- | -------------------- | ------------------------ | --------- |
| 389. | 1.  | Kevin's Cranky Friend             | Kevin morcos barátja           | Lee Pressman                 | David Baas | 2013. június 3.      | 2014. március 17.        | 17x04     |
| 390. | 2.  | Scruff's Makeover                 | Scruff átváltozása             | Lee Pressman                 | David Baas | 2013. június 4.      | 2014. március 18.        | 17x05     |
| 391. | 3.  | Wayward Winston                   | Csökönyös Winston              | Lee Pressman                 | David Baas | 2013. június 5.      | 2014. március 21.        | 17x08     |
| 392. | 4.  | Gordon Runs Dry                   | Gordon kiszárad                | Andrew Brenner               | David Baas | 2013. június 6.      | 2014. március 15.        | 17x02     |
| 393. | 5.  | Calm Down Caitlin                 | Nyugalom, Caitlin              | Davey Moore                  | David Baas | 2013. június 7.      | 2014. március 20.        | 17x07     |
| 394. | 6.  | Steamie Stafford                  | Gőzös Stafford                 | Laura Beaumont & Paul Larson | David Baas | 2013. június 10.     | 2014. március 14.        | 17x01     |
| 395. | 7.  | Henry's Hero                      | Henry hőse                     | Laura Beaumont & Paul Larson | David Baas | 2013. június 11.     | 2014. március 28.        | 17x15     |
| 396. | 8.  | Luke's New Friend                 | Luke új barátja                | Davey Moore                  | David Baas | 2013. június 12.     | 2014. március 29.        | 17x16     |
| 397. | 9.  | The Switch                        | Szerepcsere                    | Davey Moore                  | David Baas | 2013. június 13.     | 2014. március 30.        | 17x17     |
| 398. | 10. | Not Now, Charlie!                 | Ne most, Charlie!              | Davey Moore                  | David Baas | 2013. június 14.     | 2014. március 31.        | 17x18     |
| 399. | 11. | The Lost Puff                     | Az elveszett füst              | Davey Moore                  | David Baas | 2013. szeptember 30. | 2014. március 16.        | 17x03     |
| 400. | 12. | The Thomas Way                    | Thomas útja                    | Laura Beaumont & Paul Larson | David Baas | 2013. október 1.     | 2014. április 1.         | 17x19     |
| 401. | 13. | The Phantom Express               | A kísértet expressz            | Laura Beaumont & Paul Larson | David Baas | 2013. október 2.     | 2014. április 2.         | 17x20     |
| 402. | 14. | Percy's Lucky Day                 | Percy szerencsés napja         | Davey Moore                  | David Baas | 2013. október 3.     | 2014. április 4.         | 17x22     |
| 403. | 15. | Bill or Ben?                      | Bill vagy Ben?                 | Andrew Brenner               | David Baas | 2013. október 4.     | 2014. április 6.         | 17x24     |
| 404. | 16. | Too Many Fire Engines             | Tűzoltóból sosem elég          | Andrew Brenner               | David Baas | 2013. október 28.    | 2014. március 19.        | 17x06     |
| 405. | 17. | No More Mr. Nice Engine           | Kedves mozdony úrból elég!     | Laura Beaumont & Paul Larson | David Baas | 2013. október 29.    | 2014. március 22.        | 17x09     |
| 406. | 18. | Thomas' Shortcut                  | Egérút                         | Andrew Brenner               | David Baas | 2013. október 30.    | 2014. március 24.        | 17x11     |
| 407. | 19. | The Smelly Kipper                 | A büdös hering                 | Andrew Brenner               | David Baas | 2013. október 31.    | 2014. március 25.        | 17x12     |
| 408. | 20. | Away from the Sea                 | Távol a tengertől              | Andrew Brenner               | David Baas | 2013. november 1.    | 2014. március 23.        | 17x10     |
| 409. | 21. | The Afternoon Tea Express         | A délutáni teaexpressz         | Andrew Brenner               | David Baas | 2013. november 4.    | 2014. március 27.        | 17x14     |
| 410. | 22. | Gone Fishing                      | Horgászni mentem               | Andrew Brenner               | David Baas | 2013. november 5.    | 2014. március 26.        | 17x13     |
| 411. | 23. | No Snow for Thomas                | Thomasnak nem kell hó          | Laura Beaumont & Paul Larson | David Baas | 2013. november 6.    | 2014. április 5.         | 17x23     |
| 412. | 24. | The Frozen Turntable              | A befagyott fordítókorong      | Andrew Brenner               | David Baas | 2013. november 7.    | 2014. április 3.         | 17x21     |
| 413. | 25. | The Missing Christmas Decorations | Az eltűnt karácsonyi dekoráció | Laura Beaumont & Paul Larson | David Baas | 2013. november 8.    | 2014. április 7.         | 17x25     |
| 414. | 26. | Santa's Little Engine             | A Mikulás kis mozdonya         | Andrew Brenner               | David Baas | 2013. november 11.   | 2014. április 8.         | 17x26     |

### 18. évad
| #    | #   | Eredeti cím                   | Magyar cím                     | Írta                         | Rendezte     | Eredeti premier      | Magyar premier (Minimax) | Prod. kód |
| ---- | --- | ----------------------------- | ------------------------------ | ---------------------------- | ------------ | -------------------- | ------------------------ | --------- |
| 415. | 1.  | Old Reliable Edward           | Öreg, megbízható Edward        | Andrew Brenner               | David Stoten | 2014. augusztus 25.  | 2015. április 15.        | 18x01     |
| 416. | 2.  | Not So Slow Coaches           | Gyorsuló kocsik                | Laura Beaumont & Paul Larson | David Stoten | 2014. augusztus 26.  | 2015. április 16.        | 18x02     |
| 417. | 3.  | Flatbeds of Fear              | A szellemkocsik                | Laura Beaumont & Paul Larson | David Stoten | 2014. augusztus 27.  | 2015. április 17.        | 18x03     |
| 418. | 4.  | Disappearing Diesels          | Eltűntek a dízelek             | Andrew Brenner               | David Stoten | 2014. augusztus 28.  | 2015. április 18.        | 18x04     |
| 419. | 5.  | Signals Crossed               | Zavaros jelek                  | Mark Huckerby & Nick Ostler  | David Stoten | 2014. augusztus 29.  | 2015. április 19.        | 18x05     |
| 420. | 6.  | Toad's Adventure              | Toad kalandja                  | Mark Huckerby & Nick Ostler  | David Stoten | 2014. szeptember 1.  | 2015. április 20.        | 18x06     |
| 421. | 7.  | Duck in the Water             | Duck a vízben                  | Andrew Brenner               | David Stoten | 2014. szeptember 2.  | 2015. április 21.        | 18x07     |
| 422. | 8.  | Duck & the Slip Coaches       | Duck és a lekapcsolható kocsik | Mark Huckerby & Nick Ostler  | David Stoten | 2014. szeptember 3.  | 2015. április 22.        | 18x08     |
| 423. | 9.  | Thomas the Quarry Engine      | Thomas, a kőfejtő mozdony      | Andrew Brenner               | David Stoten | 2014. szeptember 4.  | 2015. április 23.        | 18x09     |
| 424. | 10. | Thomas & the Emergency Cable  | Thomas és a vészfék            | Andrew Brenner               | David Stoten | 2014. szeptember 5.  | 2015. április 24.        | 18x10     |
| 425. | 11. | Duncan & the Grumpy Passenger | Duncan és a mogorva utas       | Davey Moore                  | Don Spencer  | 2014. szeptember 8.  | 2015. április 26.        | 18x12     |
| 426. | 12. | Marion & the Pipe             | Marion és a cső                | Mark Huckerby & Nick Ostler  | Don Spencer  | 2014. szeptember 9.  | 2015. április 29.        | 18x15     |
| 427. | 13. | Missing Gator                 | Gator hiányzik                 | Andrew Brenner               | Don Spencer  | 2014. szeptember 10. | 2015. április 30.        | 18x16     |
| 428. | 14. | No Steam Without Coal         | Nincs gőz szén nélkül          | Davey Moore                  | Don Spencer  | 2014. szeptember 11. | 2015. május 1.           | 18x17     |
| 429. | 15. | Spencer's VIP                 | Spencer fontos utasa           | Andrew Brenner               | Don Spencer  | 2014. szeptember 12. | 2015. május 2.           | 18x18     |
| 430. | 16. | Toad's Bright Idea            | Toad remek ötlete              | Davey Moore                  | Don Spencer  | 2014. szeptember 15. | 2015. május 4.           | 18x20     |
| 431. | 17. | Long Lost Friend              | Rég nem látott barát           | Mark Huckerby & Nick Ostler  | Don Spencer  | 2014. október 18.    | 2015. május 3.           | 18x19     |
| 432. | 18. | Duncan the Humbug             | Duncan, a méltatlankodó        | Andrew Brenner               | Don Spencer  | 2014. december 17.   | 2015. április 25.        | 18x11     |
| 433. | 19. | Last Train for Christmas      | Az utolsó karácsonyi vonat     | Davey Moore                  | Don Spencer  | 2014. december 18.   | 2015. április 27.        | 18x13     |
| 434. | 20. | The Perfect Gift              | A tökéletes ajándék            | Davey Moore                  | Don Spencer  | 2014. december 26.   | 2015. április 28.        | 18x14     |
| 435. | 21. | Emily Saves the World         | Emily megmenti a világot       | Laura Beaumont & Paul Larson | Don Spencer  | 2015. január 12.     | 2016. július 12.         | 19x01     |
| 436. | 22. | Timothy & the Rainbow Truck   | Timothy és a szivárványkocsi   | Davey Moore                  | Don Spencer  | 2015. január 12.     | 2016. július 13.         | 19x02     |
| 437. | 23. | Marion & the Dinosaurs        | Marion és a dinoszauruszok     | Andrew Brenner               | Don Spencer  | 2015. január 12.     | 2016. július 14.         | 19x03     |
| 438. | 24. | Samson at your Service        | Samson szolgálatára            | Davey Moore                  | Don Spencer  | 2015. január 12.     | 2016. július 15.         | 19x04     |
| 439. | 25. | Samson Sent for Scrap         | Samson, a szemétszedő          | Mark Huckerby & Nick Ostler  | Don Spencer  | 2015. január 12.     | 2016. július 16.         | 19x05     |
| 440. | 26. | Millie & the Volcano          | Millie és a vulkán             | Andrew Brenner               | Don Spencer  | 2015. január 12.     | 2016. július 17.         | 19x06     |

### 19. évad
| #        | #    | Eredeti cím                       | Magyar cím                    | Írta                                         | Rendezte                                  | Eredeti premier      | Magyar premier (Minimax) | Prod. kód |
| -------- | ---- | --------------------------------- | ----------------------------- | -------------------------------------------- | ----------------------------------------- | -------------------- | ------------------------ | --------- |
| 441.     | 1.   | Who's Geoffrey?                   | A titokzatos Geoffrey         | Lee Pressman                                 | Don Spencer                               | 2015. szeptember 21. | 2016. július 18.         | 19x07     |
| 442.     | 2.   | The Truth About Toby              | Toby és az igazság            | Davey Moore                                  | Don Spencer                               | 2015. szeptember 22. | 2016. július 21.         | 19x10     |
| 443.     | 3.   | Lost Property                     | Talált tárgyak                | Helen Farrall                                | Don Spencer                               | 2015. szeptember 23. | 2016. július 22.         | 19x11     |
| 444.     | 4.   | Henry Spots Trouble               | Pötty pánik                   | Davey Moore                                  | Don Spencer                               | 2015. szeptember 24. | 2016. július 23.         | 19x12     |
| 445.     | 5.   | Toad & the Whale                  | Toad és a bálna               | Helen Farrall                                | Don Spencer                               | 2015. október 13.    | 2016. július 24.         | 19x13     |
| 446.     | 6.   | The Beast of Sodor                | A Sodor-i rém                 | Becky Overton                                | Don Spencer & Dianna Basso                | 2015. október 13.    | 2016. július 26.         | 19x15     |
| 447.     | 7.   | Snow Place Like Home              | Hó gondok                     | Történet: Robin Gay Teleplay: Andrew Brenner | Dianna Basso                              | 2015. október 13.    | 2016. július 20.         | 19x09     |
| 448–449. | 8–9. | Diesel's Ghostly Christmas        | Diesel szellemes karácsonya   | Becky Overton                                | Don Spencer & Dianna Basso                | 2015. október 13.    | 2016. július 28. / 29.   | 19x17/18  |
| 450.     | 10.  | A Cranky Christmas                | Cranky és a karácsonyi csomag | Becky Overton                                | Don Spencer                               | 2015. október 14.    | 2016. július 19.         | 19x08     |
| 451.     | 11.  | Very Important Sheep              | Nagyon fontos bárány          | Helen Farrall                                | Don Spencer                               | 2015. november 9.    | 2016. július 25.         | 19x14     |
| 452.     | 12.  | Salty All At Sea                  | Salty és a tenger             | Lee Pressman                                 | Don Spencer                               | 2015. november 9.    | 2016. július 27.         | 19x16     |
| 453.     | 13.  | Den & Dart                        | Den és Dart                   | Davey Moore                                  | Dianna Basso                              | 2015. november 9.    | 2016. július 30.         | 19x19     |
| 454.     | 14.  | Helping Hiro                      | Hiro megmentése               | Mark Huckerby & Nick Ostler                  | Don Spencer                               | 2015. november 14.   | 2016. július 31.         | 19x20     |
| 455.     | 15.  | Slow Stephen                      | Lassú Stephen                 | Helen Farrall                                | Don Spencer                               | 2015. november 28.   | 2016. augusztus 1.       | 19x21     |
| 456.     | 16.  | Two Wheels Good                   | Kerék kérdés                  | Lee Pressman                                 | Don Spencer                               | 2015. november 28.   | 2016. augusztus 2.       | 19x22     |
| 457.     | 17.  | Reds vs. Blues                    | Pirosak a kékek ellen         | Davey Moore                                  | Don Spencer                               | 2015. december 5.    | 2016. augusztus 3.       | 19x23     |
| 458.     | 18.  | Best Engine Ever                  | A világ legjobb mozdonya      | Andrew Brenner                               | Dianna Basso                              | 2015. december 11.   | 2016. augusztus 4.       | 19x24     |
| 459.     | 19.  | The Little Engine Who Raced Ahead | Philip és a verseny           | Andrew Brenner                               | Dianna Basso & Don Spencer & David Stoten | 2015. december 12.   | 2016. augusztus 5.       | 19x25     |
| 460.     | 20.  | Philip to the Rescue              | Philip, a megmentő            | Andrew Brenner                               | Dianna Basso & Don Spencer & David Stoten | 2015. december 12.   | 2016. augusztus 6.       | 19x26     |
| 461.     | 21.  | Wild Water Rescue                 | Nem került bemutatásra        | Lee Pressman                                 | Don Spencer & Dianna Basso                | 2016. január 9.      | Nem került bemutatásra   | 19x32     |
| 462.     | 22.  | No Help At All                    | Nem került bemutatásra        | Andrew Brenner                               | Dianna Basso                              | 2016. január 9.      | Nem került bemutatásra   | 19x30     |
| 463.     | 23.  | The Other Side of the Mountain    | Nem került bemutatásra        | Andrew Brenner                               | Dianna Basso                              | 2016. január 16.     | Nem került bemutatásra   | 19x29     |
| 464.     | 24.  | Thomas the Babysitter             | Nem került bemutatásra        | Helen Farrall                                | Dianna Basso                              | 2016. január 16.     | Nem került bemutatásra   | 19x27     |
| 465.     | 25.  | Rocky Rescue                      | Nem került bemutatásra        | Davey Moore                                  | Dianna Basso                              | 2016. január 23.     | Nem került bemutatásra   | 19x28     |
| 466.     | 26.  | Goodbye Fat Controller            | Nem került bemutatásra        | Mark Huckerby & Nick Ostler                  | Don Spencer                               | 2016. január 23.     | Nem került bemutatásra   | 19x31     |

### 20. évad
| #    | #   | Eredeti cím                     | Magyar cím                         | Írta           | Rendezte     | Eredeti premier     | Magyar premier (Minimax) | Prod. kód |
| ---- | --- | ------------------------------- | ---------------------------------- | -------------- | ------------ | ------------------- | ------------------------ | --------- |
| 467. | 1.  | Sidney Sings                    | Sidney énekel                      | Lee Pressman   | Dianna Basso | 2016. szeptember 5. | 2017. december 31.       | 20x01     |
| 468. | 2.  | Toby's New Friend               | Toby új barátja                    | Andrew Brenner | Dianna Basso | 2016. szeptember 6. | 2018. január 2.          | 20x03     |
| 469. | 3.  | Henry Gets the Express          | Henry és az expressz               | Helen Farrall  | Dianna Basso | 2016. szeptember 7. | 2018. január 3.          | 20x04     |
| 470. | 4.  | Diesel and the Ducklings        | Diesel és a kacsák                 | Lee Pressman   | Dianna Basso | 2016. szeptember 8. | 2018. január 4.          | 20x05     |
| 471. | 5.  | Bradford the Brake Van          | Bradford, a fékezőkocsi            | Lee Pressman   | Dianna Basso | 2016. szeptember 9. | 2018. január 5.          | 20x06     |
| 472. | 6.  | Letters to Santa                | Levelek a télapónak                | Helen Farrall  | Dianna Basso | 2016. október 6.    | 2018. január 1.          | 20x02     |
| 473. | 7.  | The Christmas Coffeepot         | Nem került bemutatásra             | Helen Farrall  | Dianna Basso | 2016. október 6.    | Nem került bemutatásra   | 21x17     |
| 474. | 8.  | Over the Hill                   | Nem került bemutatásra             | Helen Farrall  | Dianna Basso | 2016. október 6.    | Nem került bemutatásra   | 21x19     |
| 475. | 9.  | The Railcar and the Coaches     | A motorkocsi és a kocsik           | Davey Moore    | Dianna Basso | 2016. október 6.    | 2018. január 8.          | 20x09     |
| 476. | 10. | Love Me Tender                  | Testvérviszály                     | Davey Moore    | Dianna Basso | 2016. október 6.    | 2018. január 9.          | 20x10     |
| 477. | 11. | Saving Time                     | Időnyerés                          | Andrew Brenner | Dianna Basso | 2016. november 21.  | 2018. január 6.          | 20x07     |
| 478. | 12. | Ryan & Daisy                    | Ryan és Daisy                      | Davey Moore    | Dianna Basso | 2016. november 22.  | 2018. január 7.          | 20x08     |
| 479. | 13. | Pouty James                     | Morcos James                       | Andrew Brenner | Dianna Basso | 2016. november 23.  | 2018. január 10.         | 20x11     |
| 480. | 14. | Blown Away                      | Szélvihar                          | Helen Farrall  | Dianna Basso | 2016. november 24.  | 2018. január 11.         | 20x12     |
| 481. | 15. | The Way She Does It             | Daisy módszer                      | Davey Moore    | Dianna Basso | 2016. november 25.  | 2018. január 12.         | 20x13     |
| 482. | 16. | Henry in the Dark               | Henry a sötétben                   | Lee Pressman   | Dianna Basso | 2016. november 27.  | 2018. január 20.         | 20x21     |
| 483. | 17. | Three Steam Engines Gruff       | Három félős mozdony                | Andrew Brenner | Dianna Basso | 2016. december 4.   | 2018. január 21.         | 20x22     |
| 484. | 18. | The Missing Breakdown Train     | A hiányzó mentővonat               | Davey Moore    | Dianna Basso | 2016. december 4.   | 2018. január 24.         | 20x25     |
| 485. | 19. | Mucking About                   | Bolondozás                         | Davey Moore    | Dianna Basso | 2016. december 5.   | 2018. január 13.         | 20x14     |
| 486. | 20. | Cautious Connor                 | Óvatos Connor                      | Andrew Brenner | Dianna Basso | 2016. december 5.   | 2018. január 14.         | 20x15     |
| 487. | 21. | All in Vain                     | A hiúság                           | Helen Farrall  | Dianna Basso | 2017. január 16.    | 2018. január 15.         | 20x16     |
| 488. | 22. | Buckled Tracks and Bumpy Trucks | Kanyargós pályák és döccenő kocsik | Lee Pressman   | Dianna Basso | 2017. január 16.    | 2018. január 16.         | 20x17     |
| 489. | 23. | Tit for Tat                     | Szemet szemért                     | Rev. W. Awdry  | Dianna Basso | 2017. január 23.    | 2018. január 17.         | 20x18     |
| 490. | 24. | Mike's Whistle                  | Mike sípja                         | Rev. W. Awdry  | Dianna Basso | 2017. január 23.    | 2018. január 18.         | 20x19     |
| 491. | 25. | Engine of the Future            | A jövő mozdonya                    | Andrew Brenner | Dianna Basso | 2017. január 29.    | 2018. január 22.         | 20x23     |
| 492. | 26. | Hugo and the Airship            | Hugo és a léghajó                  | Andrew Brenner | Dianna Basso | 2017. január 29.    | 2018. január 23.         | 20x24     |
| 493. | 27. | Skiff and the Mermaid           | Skiff és a sellő                   | Helen Farrall  | Dianna Basso | 2017. január 30.    | 2018. január 25.         | 20x26     |
| 494. | 28. | Useful Railway                  | Hasznos vasút                      | Rev W. Awdry   | Dianna Basso | 2017. január 30.    | 2018. január 19.         | 20x20     |

### 21. évad
| #    | #   | Eredeti cím                     | Magyar cím             | Írta          | Rendezte     | Eredeti premier      | Magyar premier         | Prod. kód |
| ---- | --- | ------------------------------- | ---------------------- | ------------- | ------------ | -------------------- | ---------------------- | --------- |
| 495. | 1.  | Springtime for Diesel           | Nem került bemutatásra | Davey Moore   | Dianna Basso | 2017. szeptember 18. | Nem került bemutatásra | 21x01     |
| 496. | 2.  | A Most Singular Engine          | Nem került bemutatásra | Davey Moore   | Dianna Basso | 2017. szeptember 19. | Nem került bemutatásra | 21x02     |
| 497. | 3.  | Dowager Hatt's Busy Day         | Nem került bemutatásra | Lee Pressman  | Dianna Basso | 2017. szeptember 20. | Nem került bemutatásra | 21x03     |
| 498. | 4.  | Stuck in Gear                   | Nem került bemutatásra | Davey Moore   | Dianna Basso | 2017. szeptember 21. | Nem került bemutatásra | 21x04     |
| 499. | 5.  | Runaway Engine                  | Nem került bemutatásra | Helen Farrall | Dianna Basso | 2017. szeptember 22. | Nem került bemutatásra | 21x05     |
| 500. | 6.  | P.A. Problems                   | Nem került bemutatásra | Lee Pressman  | Dianna Basso | 2017. szeptember 25. | Nem került bemutatásra | 21x06     |
| 501. | 7.  | Hasty Hannah                    | Nem került bemutatásra | Lee Pressman  | Dianna Basso | 2017. szeptember 26. | Nem került bemutatásra | 21x07     |
| 502. | 8.  | Cranky at the End of the Line   | Nem került bemutatásra | Lee Pressman  | Dianna Basso | 2017. szeptember 27. | Nem került bemutatásra | 21x08     |
| 503. | 9.  | New Crane on the Dock           | Nem került bemutatásra | Lee Pressman  | Dianna Basso | 2017. szeptember 28. | Nem került bemutatásra | 21x09     |
| 504. | 10. | Unscheduled Stops               | Nem került bemutatásra | Helen Farrall | Dianna Basso | 2017. szeptember 29. | Nem került bemutatásra | 21x10     |
| 505. | 11. | Philip's Number                 | Nem került bemutatásra | Lee Pressman  | Dianna Basso | 2017. október 2.     | Nem került bemutatásra | 21x11     |
| 506. | 12. | The Fastest Red Engine on Sodor | Nem került bemutatásra | Helen Farrall | Dianna Basso | 2017. október 3.     | Nem került bemutatásra | 21x12     |
| 507. | 13. | A Shed for Edward               | Nem került bemutatásra | Lee Pressman  | Dianna Basso | 2017. október 4.     | Nem került bemutatásra | 21x13     |
| 508. | 14. | The Big Freeze                  | Nem került bemutatásra | Helen Farrall | Dianna Basso | 2017. december 1.    | Nem került bemutatásra | 21x14     |
| 509. | 15. | Emily in the Middle             | Nem került bemutatásra | Davey Moore   | Dianna Basso | 2017. december 6.    | Nem került bemutatásra | 21x15     |
| 510. | 16. | Terence Breaks the Ice          | Nem került bemutatásra | Lee Pressman  | Dianna Basso | 2017. december 11.   | Nem került bemutatásra | 21x16     |
| 511. | 17. | Daisy's Perfect Christmas       | Nem került bemutatásra | Davey Moore   | Dianna Basso | 2017. december 18.   | Nem került bemutatásra | 21x18     |
| 512. | 18. | Confused Coaches                | Nem került bemutatásra | Helen Farrall | Dianna Basso | 2017. december 22.   | Nem került bemutatásra | 21x20     |

### 22. évad
| #    | #   | Eredeti cím                    | Magyar cím              | Írta           | Rendezte     | Eredeti premier      | Magyar premier (Minimax) | Prod. kód |
| ---- | --- | ------------------------------ | ----------------------- | -------------- | ------------ | -------------------- | ------------------------ | --------- |
| 513. | 1.  | Number One Engine              | Az egyes számú mozdony  | Davey Moore    | Dianna Basso | 2018. szeptember 3.  | 2019. augusztus 15.      | 22x01     |
| 514. | 2.  | Forever and Ever               | Örökkön örökké          | Andrew Brenner | Dianna Basso | 2018. szeptember 4.  | 2019. augusztus 15.      | 22x02     |
| 515. | 3.  | Confusion Without Delay        | Zűrzavar késés nélkül   | Davey Moore    | Dianna Basso | 2018. szeptember 5.  | 2019. augusztus 16.      | 22x04     |
| 516. | 4.  | Trusty Trunky                  | Gondos Trunky           | Becky Overton  | Dianna Basso | 2018. szeptember 6.  | 2019. augusztus 19.      | 22x05     |
| 517. | 5.  | What Rebecca Does              | Rebecca feladata        | Davey Moore    | Dianna Basso | 2018. szeptember 7.  | 2019. augusztus 19.      | 22x06     |
| 518. | 6.  | Thomas Goes to Bollywood       | Thomas Bollywoodba megy | Becky Overton  | Dianna Basso | 2018. szeptember 10. | 2019. augusztus 20.      | 22x07     |
| 519. | 7.  | Thomas in the Wild             | Thomas a vadonban       | Davey Moore    | Dianna Basso | 2018. szeptember 11. | 2019. augusztus 22.      | 22x11     |
| 520. | 8.  | Thomas and the Monkey Palace   | Thomas és a majompalota | Becky Overton  | Dianna Basso | 2018. szeptember 12. | 2019. augusztus 23.      | 22x13     |
| 521. | 9.  | An Engine of Many Colours      | A sokszínű mozdony      | Michael White  | Dianna Basso | 2018. szeptember 13. | 2019. augusztus 23.      | 22x14     |
| 522. | 10. | Outback Thomas                 | Vadonjáró Thomas        | Tim Bain       | Dianna Basso | 2018. szeptember 14. | 2019. augusztus 26.      | 22x15     |
| 523. | 11. | School of Duck                 | Kacsa-iskola            | Lee Pressman   | Dianna Basso | 2018. szeptember 17. | 2019. augusztus 26.      | 22x16     |
| 524. | 12. | Tiger Trouble                  | Tigris a láthatáron     | Becky Overton  | Dianna Basso | 2018. szeptember 18. | 2019. augusztus 27.      | 22x17     |
| 525. | 13. | Seeing is Believing            | Hiszem, ha látom        | Andrew Brenner | Dianna Basso | 2018. szeptember 19. | 2019. augusztus 27.      | 22x18     |
| 526. | 14. | Apology Impossible             | Nincs bocsánat          | Becky Overton  | Dianna Basso | 2018. szeptember 20. | 2019. augusztus 28.      | 22x20     |
| 527. | 15. | The Water Wheel                | A vízkerék              | Davey Moore    | Dianna Basso | 2018. szeptember 21. | 2019. augusztus 29.      | 22x21     |
| 528. | 16. | The Case of the Puzzling Parts | A fura részek ügye      | Davey Moore    | Dianna Basso | 2018. szeptember 24. | 2019. augusztus 30.      | 22x24     |
| 529. | 17. | Runaway Truck                  | A szökevény vagon       | Davey Moore    | Dianna Basso | 2018. szeptember 25. | 2019. augusztus 21.      | 22x09     |
| 530. | 18. | Kangaroo Christmas             | Kenguru karácsony       | Tim Bain       | Dianna Basso | 2018. szeptember 26. | 2019. augusztus 28.      | 22x19     |
| 531. | 19. | Thomas & the Dragon            | Thomas és a sárkány     | Davey Moore    | Dianna Basso | 2018. szeptember 27. | 2019. augusztus 16.      | 22x03     |
| 532. | 20. | Samson & the Fireworks         | Samson és a tűzijáték   | Lee Pressman   | Dianna Basso | 2018. szeptember 28. | 2019. augusztus 20.      | 22x08     |
| 533. | 21. | Rosie is Red                   | Vörös Rosie             | Davey Moore    | Dianna Basso | 2018. október 1.     | 2019. augusztus 21.      | 22x10     |
| 534. | 22. | Thomas' Animal Ark             | Thomas bárkája          | Lee Pressman   | Dianna Basso | 2018. október 2.     | 2019. augusztus 22.      | 22x12     |
| 535. | 23. | Hunt the Truck                 | Kocsi-leső              | Michael White  | Dianna Basso | 2018. október 3.     | 2019. augusztus 29.      | 22x22     |
| 536. | 24. | Cyclone Thomas                 | Thomas és a ciklon      | Tim Bain       | Dianna Basso | 2018. október 4.     | 2019. augusztus 30.      | 22x23     |
| 537. | 25. | Banjo and the Bushfire         | Banjo és a bozóttűz     | Tim Bain       | Dianna Basso | 2018. október 5.     | 2019. szeptember 14.     | 22x25     |
| 538. | 26. | Counting on Nia                | Nia számol              | Lee Pressman   | Dianna Basso | 2018. október 8.     | 2019. szeptember 14.     | 22x26     |

### 23. évad
| #        | #      | Eredeti cím               | Magyar cím              | Írta                         | Rendezte     | Eredeti premier     | Magyar premier (JimJam) | Prod. kód |
| -------- | ------ | ------------------------- | ----------------------- | ---------------------------- | ------------ | ------------------- | ----------------------- | --------- |
| 539.     | 1.     | Free the Roads            | Utakat felszabadítani!  | Michael White                | Dianna Basso | 2019. május 1.      | 2023. március 1.        | 23x01     |
| 540.     | 2.     | Chucklesome Trucks        | Kuncogó teherkocsik     | Davey Moore                  | Dianna Basso | 2019. május 1.      | 2023. március 1.        | 23x02     |
| 541.     | 3.     | Heart of Gold             | Aranyszív               | Michael White                | Dianna Basso | 2019. május 1.      | 2023. március 2.        | 23x03     |
| 542.     | 4.     | The Other Big Engine      | A másik nagy mozdony    | Davey Moore                  | Dianna Basso | 2019. május 18.     | 2023. március 4.        | 23x07     |
| 543.     | 5.     | Grudge Match              | Ki a jobb?              | Davey Moore                  | Dianna Basso | 2019. május 18.     | 2023. március 6.        | 23x11     |
| 544.     | 6.     | Crowning Around           | Koronahajsza            | Camille Uncan & Rose Johnson | Dianna Basso | 2019. június 8.     | 2023. március 3.        | 23x05     |
| 545.     | 7.     | Thomas Makes a Mistake    | Thomas hibázik          | Camille Uncan & Rose Johnson | Dianna Basso | 2019. június 8.     | 2023. március 5.        | 23x10     |
| 546.     | 8.     | Batucada                  | Batucada                | Davey Moore                  | Dianna Basso | 2019. június 22.    | 2023. március 4.        | 23x08     |
| 547.     | 9.     | Gordon Gets the Giggles   | Nevetőgörcs             | Becky Overton                | Dianna Basso | 2019. június 22.    | 2023. március 3.        | 23x06     |
| 548.     | 10.    | Laid Back Shane           | Shane nem izgul         | Camille Uncan & Rose Johnson | Dianna Basso | 2019. július 6.     | 2023. március 7.        | 23x13     |
| 549-550. | 11-12. | All Tracks Lead to Rome   | Minden sín Rómába vezet | Becky Overton                | Dianna Basso | 2019. július 7.     | 2023. május 4.          | PE-23X01  |
| 551-552. | 13-14. | Mines of Mystery          | A vén bánya titka       | Becky Overton                | Joey So      | 2019. július 7.     | 2023. május 5.          | PE-23X02  |
| 553.     | 15.    | Lorenzo's Solo            | Lorenzo szólója         | Becky Overton                | Dianna Basso | 2019. július 7.     | 2023. március 9.        | 23x17     |
| 554.     | 16.    | Too Loud, Thomas!         | Túl hangos Thomas       | Becky Overton                | Dianna Basso | 2019. július 7.     | 2023. március 10.       | 23x19     |
| 555.     | 17.    | First Day on Sodor!       | Első nap Sodoron        | Becky Overton                | Dianna Basso | 2019. július 7.     | 2023. március 8.        | 23x15     |
| 556.     | 18.    | Deep Trouble              | Nagy bajban             | Michael White                | Dianna Basso | 2019. július 7.     | 2023. március 9.        | 23x18     |
| 557.     | 19.    | Out of Site               | Telken kívül            | Michael White                | Dianna Basso | 2019. július 7.     | 2023. március 10.       | 23x20     |
| 558.     | 20.    | Diesel Glows Away         | Diesel ragyog           | Davey Moore                  | Dianna Basso | 2019. július 20.    | 2023. március 6.        | 23x12     |
| 559.     | 21.    | Wish You Were Here        | Bárcsak itt lennél      | Camille Uncan & Rose Johnson | Dianna Basso | 2019. július 20.    | 2023. március 7.        | 23x14     |
| 560.     | 22.    | Diesel Do Right           | Ne bízz Dieselben!      | Davey Moore                  | Dianna Basso | 2019. augusztus 17. | 2023. március 5.        | 23x09     |
| 561.     | 23.    | Panicky Percy             | Pánikoló Percy          | Camille Uncan & Rose Johnson | Dianna Basso | 2019. augusztus 17. | 2023. március 2.        | 23x04     |
| 562.     | 24.    | Rangers of the Rails      | A vasút cserkészei      | Davey Moore                  | Dianna Basso | 2019. október 14.   | 2023. március 8.        | 23x16     |
| 563-564. | 25-26. | Steam Team to the Rescue! | A gőzösök megmentésére! | Davey Moore                  | Dianna Basso | 2019. október 19.   | 2023. május 9.          | PE-23X03  |

### 24. évad
| #        | #    | Eredeti cím                         | Magyar cím                         | Írta                         | Rendezte     | Eredeti premier  | Magyar premier (JimJam) | Prod. kód |
| -------- | ---- | ----------------------------------- | ---------------------------------- | ---------------------------- | ------------ | ---------------- | ----------------------- | --------- |
| 565-566. | 1-2. | Thomas and the Royal Engine         | Thomas és őfelsége mozdonya        | Michael White                | Ian McCue    | 2020. május 1.   | 2023. május 19.         | PE-24X03  |
| 567-568. | 3-4. | A New Arrival                       | Valami újdonság                    | Camille Ucan & Rose Johson   | Joey So      | 2020. május 1.   | 2023. május 17.         | PE-24X01  |
| 569-570. | 5-6. | World of Tomorrow                   | A holnap világa                    | Laura Beaumont & Paul Larson | Joey So      | 2020. május 1.   | 2023. május 18.         | PE-24X02  |
| 571.     | 7.   | Emily's Best Friend                 | Emily legjobb barátja              | Camille Ucan & Rose Johnson  | Dianna Basso | 2020. június 22. | 2023. március 11.       | 24x01     |
| 572.     | 8.   | Thomas' Fuzzy Friend                | Thomas bolyhos barátja             | Becky Overton                | Dianna Basso | 2020. június 23. | 2023. március 11.       | 24x02     |
| 573.     | 9.   | The Great Little Railway Show       | A nagy kisvasút show               | Michael White                | Dianna Basso | 2020. június 24. | 2023. március 12.       | 24x03     |
| 574.     | 10.  | Thomas and the Forest Engines       | Thomas és az erdei mozdony         | Davey Moore                  | Dianna Basso | 2020. június 25. | 2023. március 12.       | 24x04     |
| 575.     | 11.  | Emily to the Rescue                 | Emily, a megmentő                  | Becky Overton                | Dianna Basso | 2020. június 26. | 2023. március 13.       | 24x05     |
| 576.     | 12.  | Shankar's Makeover                  | Shankar átváltozása                | Camille Ucan & Rose Johnson  | Dianna Basso | 2020. június 28. | 2023. március 13.       | 24x06     |
| 577.     | 13.  | Nia and the Unfriendly Elephant     | Nia és a barátságtalan elefánt     | Davey Moore                  | Dianna Basso | 2020. június 29. | 2023. március 14.       | 24x07     |
| 578.     | 14.  | James the Super Engine              | James, a szupermozdony             | David Stoten                 | Dianna Basso | 2020. június 30. | 2023. március 14.       | 24x08     |
| 579.     | 15.  | Thomas' Not-So-Lucky Day            | Thomas nem igazán szerencsés napja | Becky Overton                | Ian Cherry   | 2020. július 1.  | 2023. március 15.       | 24x09     |
| 580.     | 16.  | Ace's Brave Jump                    | Ace bátor ugrása                   | Camille Ucan & Rose Johnson  | Ian Cherry   | 2020. július 2.  | 2023. március 15.       | 24x10     |
| 581.     | 17.  | Sonny's Second Chance               | Sonny második esélye               | Becky Overton                | Ian Cherry   | 2020. július 3.  | 2023. március 16.       | 24x11     |
| 582.     | 18.  | Thomas and the Inventor's Workshop  | Thomas és a feltaláló műhelye      | Camille Ucan & Rose Johnson  | Ian Cherry   | 2020. július 5.  | 2023. március 16.       | 24x12     |
| 583.     | 19.  | The Inventor's Spectacular Bridge   | A feltaláló látványos hídja        | David Stoten                 | Ian Cherry   | 2020. július 6.  | 2023. március 17.       | 24x13     |
| 584.     | 20.  | Yong Bao and the Tiger              | Yong Bao és a tigris               | Ian McCue & David Stoten     | Ian Cherry   | 2020. július 7.  | 2023. március 17.       | 24x14     |
| 585.     | 21.  | Gordon and Rebecca, Coming Through! | Utat Gordonnak és Rebeccának!      | Davey Moore                  | Ian Cherry   | 2020. július 8.  | 2023. március 18.       | 24x15     |
| 586.     | 22.  | Kenji on the Rails Again            | Kenji újra a sínen                 | Laura Beaumont & Paul Larson | Ian Cherry   | 2020. július 9.  | 2023. március 18.       | 24x16     |
| 587.     | 23.  | Cleo the Road Engine                | Cleo, az úti mozdony               | Laura Beaumont & Paul Larson | Ian Cherry   | 2020. július 10. | 2023. március 19.       | 24x17     |
| 588.     | 24.  | Nia's Bright Idea                   | Nia fényes ötlete                  | Camille Ucan & Rose Johson   | Ian Cherry   | 2020. július 12. | 2023. március 19.       | 24x18     |
| 589.     | 25.  | Cleo's First Snow                   | Cleo első hója                     | Becky Overton                | Ian Cherry   | 2020. július 13. | 2023. március 20.       | 24x19     |
| 590.     | 26.  | Thomas' Animal Friends              | Thomas állati barátai              | Davey Moore                  | Ian Cherry   | 2020. július 14. | 2023. március 20.       | 24x20     |